# Stade lavallois Mayenne Football Club
Maillots
Actualités
Dernière mise à jour : 12 août 2024.
Le Stade lavallois Mayenne Football Club, couramment appelé Stade lavallois, est un club de football français, fondé le 17 juillet 1902 à Laval (Mayenne). Il évolue depuis août 2022 en championnat de France de Ligue 2.
Originellement omnisports, le Stade lavallois se fait avant tout connaître pour les résultats de sa section football, qui participe aux championnats de la Ligue de l'Ouest. Sous la direction d'Henri Bisson, président à partir de 1947, le club gravit deux échelons et accède au championnat de France amateurs, le plus haut niveau amateur, en 1964. La nomination de Michel Le Milinaire comme entraîneur de l'équipe première en 1968 marque un tournant. En 1970, le club est intégré à la nouvelle Division 2, d'où il obtient sa promotion dans l'élite en 1976.
Devenu professionnel, le club continue sa progression et connaît son apogée au début des années 1980 : les Lavallois terminent à la cinquième place de Division 1 en 1982 et 1983, qui leur offre la qualification pour la Coupe UEFA 1983-1984 où ils éliminent au premier tour le prestigieux Dynamo Kiev. Le Stade Lavallois remporte la Coupe d'été en 1982 et la première édition de l'ancienne Coupe de la Ligue en 1984.
Reconnu pour sa politique de formation matérialisée par une victoire en Coupe Gambardella en 1984, le club mayennais souffre cependant bientôt de l'absence d'un consensus économico-politique. Après treize saisons en D1 et le décès d'Henri Bisson, les Lavallois sont relégués en 1989. Ils se frottent aux ténors de la D2 pendant trois saisons, sans parvenir à remonter. Michel Le Milinaire est écarté en 1992, après vingt-quatre saisons sur le banc. Le club s'illustre en Coupe de France mais perd progressivement le contact avec les meilleures équipes du championnat. Il dispute dix-sept saisons en Division 2, avant d'osciller entre National et Ligue 2 depuis la fin des années 2000.
D'abord résident du stade Jean-Yvinec, le Stade lavallois utilise depuis 1970 le stade Francis-Le-Basser. Le club est présidé par Laurent Lairy depuis avril 2021 et l'équipe professionnelle est entraînée par Olivier Frapolli depuis mai 2019. Le 2 mai 2022, après plusieurs années d'instabilité sportive et administrative, le club est officiellement promu en Ligue 2 et remporte le titre de champion de France de National quatre jours plus tard.

## Histoire du Stade Lavallois

### Contexte de la naissance du Stade lavallois
À l'aube du XXe siècle, le football est déjà pratiqué en France depuis une dizaine d'années, principalement à Paris, en Normandie et en Nord-Picardie. En Bretagne et plus généralement dans l'Ouest de la France, le football est popularisé tout à la fin du XIXe siècle par des Anglais établis à Jersey qui l'introduisent à Saint-Brieuc et dans la région de Saint-Malo peu avant 1900.
La pratique de la culture physique avait déjà auparavant généré la création de plusieurs clubs omnisports, comme le Drapeau de Fougères (fondé en 1893), la Tour d'Auvergne Rennes (fondée en 1897) ou le Stade vannetais (fondé en 1898), mais la pratique du football n'est cependant pas toujours effective dès la création de ces associations, à Rennes par exemple, le Football-club rennais est créé tout au début de l'année 1901.[réf. nécessaire]

### Création
C'est le 17 juillet 1902 que Joseph Gemain, adjoint technique des Ponts et Chaussées à la mairie de Laval âgé de 20 ans, décide de créer le Stade lavallois, club omnisports.

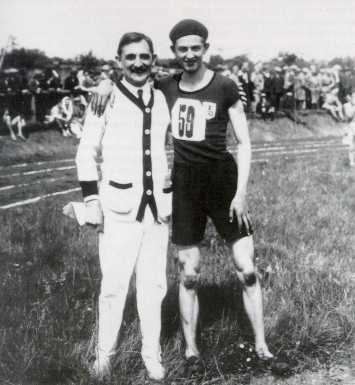
Joseph Gemain, fondateur du Stade lavallois, et son fils Guy, en 1929.
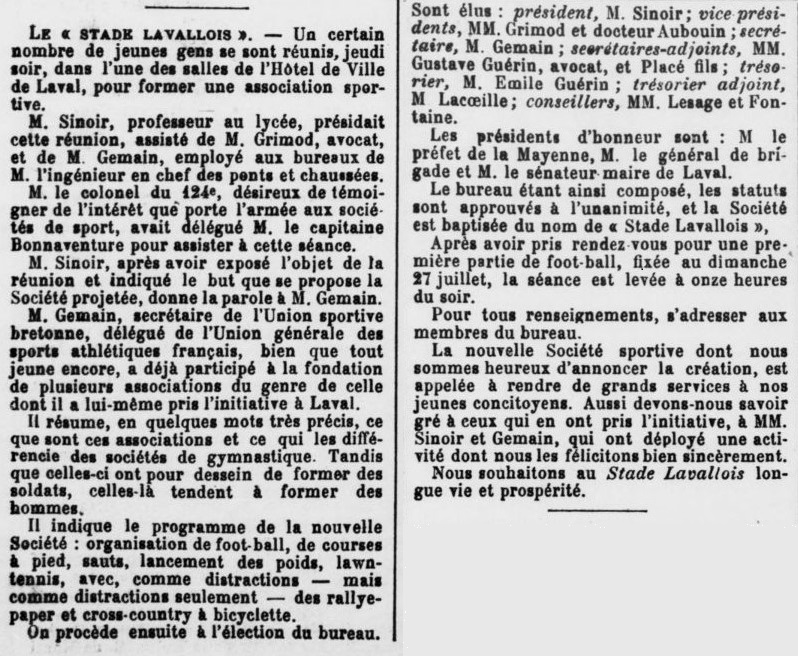
Article de L'Avenir de la Mayenne sur la création du Stade Lavallois, daté du 27 juillet 1902[4].

Le premier président en est Émile Sinoir, professeur de rhétorique du Lycée de Laval (actuel lycée Ambroise-Paré), ancien normalien et agrégé de lettres. La création du club se situe dans le contexte des réalisations de la municipalité républicaine de Laval, avec la création de la Bourse du Travail et de l'Université populaire en 1901.
La déclaration d'association loi de 1901 intervient le 10 septembre 1902. L’objet de cette association est la pratique de sports athlétiques tels que le football, courses à pied, lancement de disque et du poids, lawntennis, etc. Le siège social du club se situe alors au 7 rue des Ruisseaux à Laval. L'insertion au Journal officiel de la République française est datée du 18 septembre 1902.
Le Stade lavallois s'affilie à la Fédération française de football association en avril 1919. Lors de la séance du 2 juin 1919, le Bureau fédéral de la FFFA, réuni autour de Jules Rimet et Henri Delaunay, procède à ses premières affiliations et attribue au club mayennais le numéro 39. À la suite du reformatage des numéros d'affiliation opéré en avril 1947, le club passe du numéro 39 au numéro 16, la moitié des numéros étant devenus vacants en raison de la disparition de nombreux clubs. Dans les années 1980, un nouveau reformatage attribue le numéro 500016, le numéro 5 étant une catégorisation correspondant aux clubs libres.
Le 6 janvier 1924, le club fusionne avec le Sporting Club lavallois, laissant leurs divergences de côté. La nouvelle société sportive prend le nom de Stade lavallois, et son comité comporte 25 personnes choisies dans les deux clubs[réf. nécessaire].
Les activités sportives sont alors football, rugby, athlétisme, boxe, escrime, tennis et natation. Le président est Léon Boüessé, les vice-présidents MM. Carru, de la Vaissière et Brault.[réf. nécessaire]

### Premières années USFSA (1902-1918)
Le football est la première discipline sportive pratiquée au sein de cette nouvelle association sportive, bien que la section de football ne soit officiellement agréée que le 27 septembre 1909, avec notamment Louis Jarsallé et Camille Charlot.
Le club est d'origine laïque et s'affilie logiquement à l'Union des sociétés françaises de sports athlétiques (USFSA), fédération sportive au sein de laquelle le mouvement laïque est représenté, dont le comité de Bretagne a été créé le 6 avril 1902.
| Date : dimanche 9 novembre 1902, 14 h 00 Match : Stade rennais 6-0 Stade lavallois Lieu : Terrain du Stade rennais, Boulevard Voltaire, Rennes. Composition du Stade rennais : Martin - Peter, Laugelier - Lemainais, Leroy, Guibert - Duchesne, Ghis, Joulaud (cap.), Pellordet, Guillaume. Maillot : Bleu marine et ciel. Composition du Stade lavallois : Demaire - Jarsallé, Placé - Ayel, Ganche, Soize - Leizour, Fontaine, Joseph Gemain (cap.), Carré, Le Pot. Maillot : Noir et rouge. Arbitre : M. Paul Ferraud. Prix d'entrée : 0,20 franc. |

La première rencontre est amicale et oppose le 9 novembre 1902 le Stade lavallois à son voisin, le Stade rennais. Sous le soleil et devant une nombreuse assistance, les Lavallois s'inclinent par six buts à zéro. Le comité USFSA de Bretagne met en place à partir de 1903 un championnat régional, que les Lavallois intègrent. Ils évoluent dans un premier temps sur un terrain situé dans le quartier de la Senelle à Laval puis dans une prairie près de la marbrerie Bazin. Ensuite, sans terrain pour s'entrainer, les stadistes s'entrainèrent sur le champ de manœuvres de la caserne Schneider. En octobre 1908, de nouvelles tribunes sont inaugurées. John Bishop est capitaine en 1908-1909,.
Ce fut un abbé du Lycée de l'Immaculée-Conception qui rapporta le premier ballon règlementaire d'Angleterre et dispensa les stadistes de leçons de football techniques. Émile Sinoir, premier président du Stade lavallois et professeur au Lycée de Laval permettait aux élèves et notamment aux scolaires du Stade lavallois de s'entrainer au football pendant les horaires de récréations. Jusqu'en 1914, ils participent au championnat de Bretagne de première série USFSA, dominé régulièrement par le Stade rennais et l'US Saint-Servan qui se partagent les titres de champions.[réf. nécessaire]
Quarante-et-un sportifs du Stade lavallois décèdent lors de la Première Guerre mondiale. Leurs noms sont gravés sur une plaque apposée sur la tribune d'honneur du stade Francis-Le-Basser[réf. nécessaire]. En 1916, le comité de Bretagne USFSA décide la création pour la saison 1916-1917 d’un championnat de Bretagne « de guerre » dénommé Coupe Ernest Guéguen. Le Stade lavallois dispute ce championnat deux saisons de suite. Au sortir de la guerre, le Stade rennais quitte le giron de l'USFSA pour participer à la création de la Ligue de l'Ouest de football-association (LOFA). Cette décision, prise lors de l'assemblée générale du Stade rennais le 23 juin 1918, signe l'arrêt de mort du comité régional USFSA.

### La ligue de l'Ouest (1918-1940)
La première assemblée générale de la LOFA, à laquelle participe les dirigeants du Stade lavallois, se tient le 28 juillet 1918. La Ligue de l'Ouest met en place un championnat réservé à ses clubs membres et une coupe ouverte à tous les clubs de la région. Affiliée au comité français interfédéral dès 1918, la LOFA permet à ses membres de participer à la Coupe de France dès sa deuxième édition, en 1918-1919. Le Stade lavallois intègre la Division d'Honneur (DH) Ouest, le premier échelon régional et à l'époque plus haut niveau amateur. Ce championnat couvre les départements bretons, le Maine-et-Loire, la Loire-Atlantique, la Sarthe et la Mayenne. Le terrain dit du champ de la Croix, où évolue les Lavallois, est cédé par Émile Guérin, un des fondateurs du club, à la municipalité qui l'aménage progressivement.[réf. nécessaire]
En septembre 1923, le Stade lavallois opte pour des maillots de couleur Tango. Les deux équipes lavalloises sont en Division d'Honneur (DH) Ouest, et la rivalité est forte : L'Ouest-Éclair annonce le 9 décembre 1923 que « Par contre à Laval ça va barder à Hilard - l'Union Sportive Beauregard recevra le Stade lavallois, un pronostic est impossible. Souhaitons que ce match se déroule dans le calme nécessaire à sa régularité. » Lors de la saison 1925-26, le Stade lavallois s'incline en 32e de finale de la Coupe de France face au Stade français (4-0)
Le stade du champ de la Croix devient en 1930 le stade Jean-Yvinec, en mémoire de ce joueur reconnu, arrivé en 1918 et mort prématurément en 1929, à l'âge de 29 ans. Il sert pendant longtemps de terrain d'entrainement.[réf. nécessaire]
Le club assure son maintien pendant douze saisons, jusqu'à sa relégation en 1930. En 1930, le Stade lavallois refuse de rester en DH pour des raisons majeures d'ordre matériel et financier. Champion de Promotion d'Honneur (PH) en 1931, il refuse à nouveau son accession. En 1933 et 1934, champion de son groupe de promotion, il refuse encore de faire les barrages d'accès à la DH.[réf. nécessaire]
Le 16 juin 1934, le docteur Francis Le Basser devient président. Il occupe ce poste jusqu'à sa mort en 1974. En 1935, il remporte le championnat de Promotion d'Honneur (PH) et accepte sa promotion en DH. La même année, le club fonde une « école de football-association », sa première structure destinée à la formation des jeunes footballeurs. Lors de la saison 1936-37, le Stade lavallois s'incline en 32e de finale de la Coupe de France face à l'Olympique lillois (4-1), vice-champion de France en titre, devant 4 000 spectateurs. En 1939, le club est de nouveau relégué de DH.

### La Seconde Guerre mondiale
Un bulletin mensuel est édité à trois reprises avant la censure allemande en 1940. Il se fait le témoignage de la vie du club pendant le début de la Seconde Guerre mondiale.
Pendant la Seconde Guerre mondiale, sous l'occupation allemande, le championnat est suspendu mais le Stade lavallois continue à jouer, avec quelques Lavallois et des joueurs salariés des Établissements Borel qui évitent ainsi d'être requis pour le service du travail obligatoire (STO) en Allemagne. À partir de juin 1941, cette entreprise travaille pour le compte de l'Allemagne : l'usine est protégée par l'Occupant, permettant aux jeunes d'échapper au Service du travail obligatoire,. Le directeur de l'entreprise Vincent André recrute de nombreux sportifs, et noue des liens étroits avec le Stade lavallois : ses meilleurs joueurs ont souvent un emploi réservé à l'usine, comme le gardien William Bambridge. Dans L'Ouest-Éclair du 18 juin 1941, l'industriel justifie cette politique, ayant été rappelé à l'ordre par le Commissariat général à l’Éducation et aux Sports, dirigé par Jean Borotra, dans les gouvernements du régime de Vichy. Celui-ci, partisan de la pratique populaire du sport et opposé à sa professionnalisation, cherche à promouvoir le sport amateur. À la Libération, Vincent André doit rendre des comptes au comité départemental de la Libération, pour ses actes de collaboration avec l'ennemi. Il effectue deux séjours en prison, avant d'être finalement blanchi. Le PDG Gabriel Borel se suicide en septembre 1945,.
En 1942, les Lavallois s'inclinent en finale de la Coupe de l'Ouest face à l'Union Mean Penhoët.
Deux des dirigeants principaux, Francis Le Basser et Pierre Coste, membres du mouvement de résistance intérieure Libération-Nord, sont arrêtés par les Allemands et déportés. Guy Fleury, membre du comité directeur du Stade lavallois pendant 25 ans, est combattant volontaire de la Résistance.
Une plaque située sur la tribune sud du Stade Francis-Le Basser honore les 48 sportifs du Stade lavallois, dont Bernard Le Pecq, morts pour la France lors de la Première Guerre mondiale, la Deuxième Guerre mondiale, et la Guerre d'Algérie.

### La ligue de l'Ouest (1945-1964)
En 1945, les compétitions reprennent et le Stade lavallois retrouve la Promotion d’Honneur de la ligue de l’Ouest. Henri Bisson prend les destinés de la section football le 16 octobre 1947, succédant à Eugène Brault. Lors de la saison 1947-1948, le Stade lavallois est de nouveau champion de Promotion d'honneur et remporte la Coupe de l’Ouest en 1949, face aux Gâs de Saint-Thivisiau Landivisiau (1-0). Il retrouve en 1950 son rival local : l'Union sportive de Beauregard en Division d'Honneur.
Le Stade lavallois est relégué en Promotion d'Honneur en 1951 et ne retrouve la Division d'Honneur qu'en 1957. Cette année, l'équipe rencontre en poule finale les champions des deux autres groupes de la ligue de l'Ouest, le Stade Pontivyen (1-1) et le Stade léonard de Saint-Pol-de-Léon (5-2). Pontivy battant Saint-Pol-de-Léon 3 à 2, le Stade lavallois accède à la DH grâce au plus grand nombre de buts marqués. L'équipe redescend dès la saison suivante, après une défaite lors de la dernière journée face au Stade briochin. L'entraîneur André Sorel, présent depuis 1954, est démis de ces fonctions et remplacé par Robert Heuillard.
Le club ne reste qu'une saison en PH et revient en DH pour la saison 1959-1960, à l'issue d'un parcours exceptionnel (77 buts marqués, contre 9 concédés). Le club s'ancre alors en DH, à laquelle il participe à cinq éditions d'affilée.

### Le championnat de France amateur (1964-1968)
En 1963-1964, le Stade lavallois, nouvellement dirigé par l'ancien défenseur Jean Barré comme entraîneur, obtient le titre de champion de division d'honneur de l'Ouest, avec vingt victoires en vingt-six matchs,. Le SL accède ainsi pour la première fois à un championnat national, le championnat de France amateur. Le club remporte également cette année-là la Coupe de l’Ouest, en s'imposant en finale face au Stade de Lesneven (6-0).
Bien que promu dans le groupe Ouest de CFA, le SL termine champion, avec neuf points d'avance sur Blois, dès sa première saison. Le Stade se qualifie ensuite pour la finale du championnat en disposant du RC Calais (défaite 1-0 dans le Nord et victoire 5-0 à Laval) puis de Bergerac Foot (victoires 4-1 à Bergerac et 3-0 à Laval). Le 7 juin 1965, les Lavallois s'inclinent face au Gazélec d'Ajaccio au Parc des Princes (1-0), devant 15 950 spectateurs. La composition de l'équipe lavalloise était la suivante : Josse, Le Pennec, Delaroux, Ferrette, Lereidde, Gaumer, Lefebvre, Gonfalone, Fort, Alonzo et Troadec. Les trois saisons suivantes voient le club obtenir son maintien en CFA.

### L'ère Le Milinaire (1968-1992)
En 1968, Michel Le Milinaire est nommé entraîneur du Stade lavallois, en remplacement de Jean Barré qui se voit confier l'équipe réserve. Le Milinaire est un ancien joueur du club, repéré par Henri Bisson. Les deux hommes vont changer à jamais la structure du Stade lavallois et mener le club amateur jusqu'à la coupe d'Europe.

#### L'accès à la première division (1968-1982)

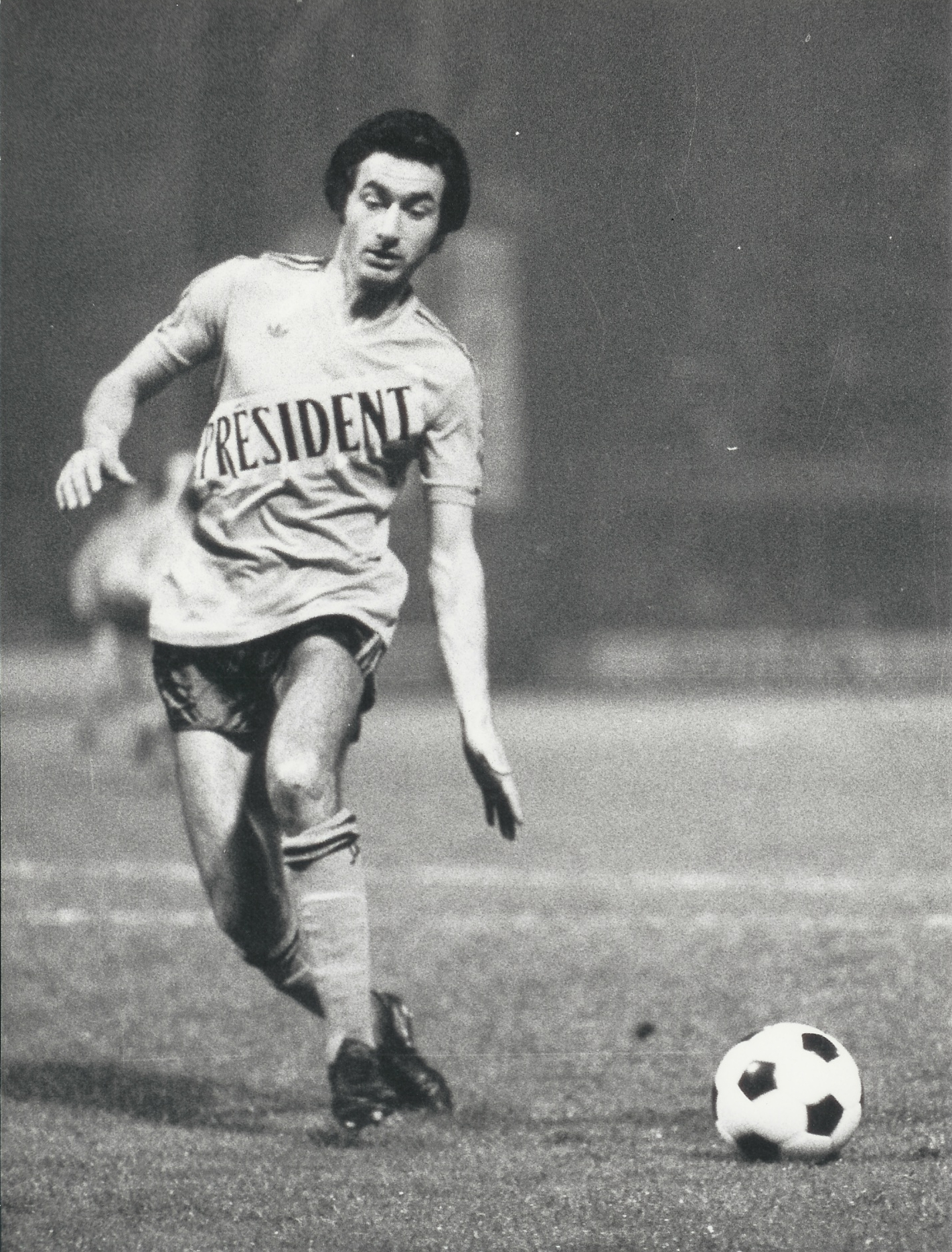
Acteur des trois montées en CFA, en D2 puis en D1, Alain Desgages présidera le club de 2002 à 2003.

Le Milinaire obtient dès sa première saison le titre de champion du groupe Ouest de CFA. Les joueurs défilent en ville accompagnés des supporters, puis sont reçus avec leurs dirigeants à l'hôtel de ville par Francis Le Basser, maire de Laval. Les Lavallois sont toutefois défaits au 1er tour de la phase finale par l'Union Montilienne Sportive (2-0), à Bourges. Le Milinaire effectue alors sa journée de travail comme conseiller pédagogique sportif, et le soir, s'occupe de l'entraînement comme les joueurs y compris les anciens professionnels comme Lionel Lamy qui travaillent en entreprises, dans les banques, dans la fonction publique, ou bien encore étudiants. À l'issue de la saison suivante, terminée à la 4e place, une réforme des championnats français permet au SL d'intégrer le groupe Centre de Division 2.

La montée du club dans la nouvelle deuxième division fait l'objet de nombreuses discussions tant au comité directeur du Stade Lavallois qu'à la Commission de Football. Henri Bisson fait preuve de persuasion pour faire approuver cette montée. Face aux sages, il est pour lui sage d'envisager la D2, avec toutes ses conséquences. 

L'équipe assure son maintien en terminant 12e sur 16.
. Il s'agit d'un extremis sauvetage. La maintien est d'abord la récompense de la force, de l'orgueil, et de l'amour propre, mais aujourd'hui, nul n'ignore la fragilté de ses fondations.
Le club se structure. Chaque année, l'équipe est renforcée. L'année 1971 voit l'inauguration du stade Francis-Le-Basser, en remplacement du stade Jean-Yvinec. La même année, cinquante-trois ans après la création du premier groupe de supporters, les supporters lavallois fondent les socios, qui devient le groupe de supporters officiels du Stade lavallois. Les joueurs lavallois poursuivent leur progression lors des saisons suivantes, assurant chaque saison un maintien confortable malgré le resserrement du championnat de 48 à 36 équipes.

En mai 1974, à la suite du décès de Francis Le Basser, Henri Bisson devient président du comité directeur du Stade lavallois omnisports, tout en conservant ses fonctions de président de la section football. En 1975 l'équipe est rejointe par un joueur d'exception, Raymond Keruzoré. Celui-ci est alors en mauvais termes avec les dirigeants du Stade rennais, notamment le président Bernard Lemoux, où il a été formé. Taxé de gauchiste-maoïste par les uns, d'intello par les autres, il se voit écarté du football professionnel. Cela n'empêche pas Henri Bisson, avec le consentement spontané de Michel Le Milinaire, de l'engager, refusant de s'arrêter à ces considérations extra-sportives.

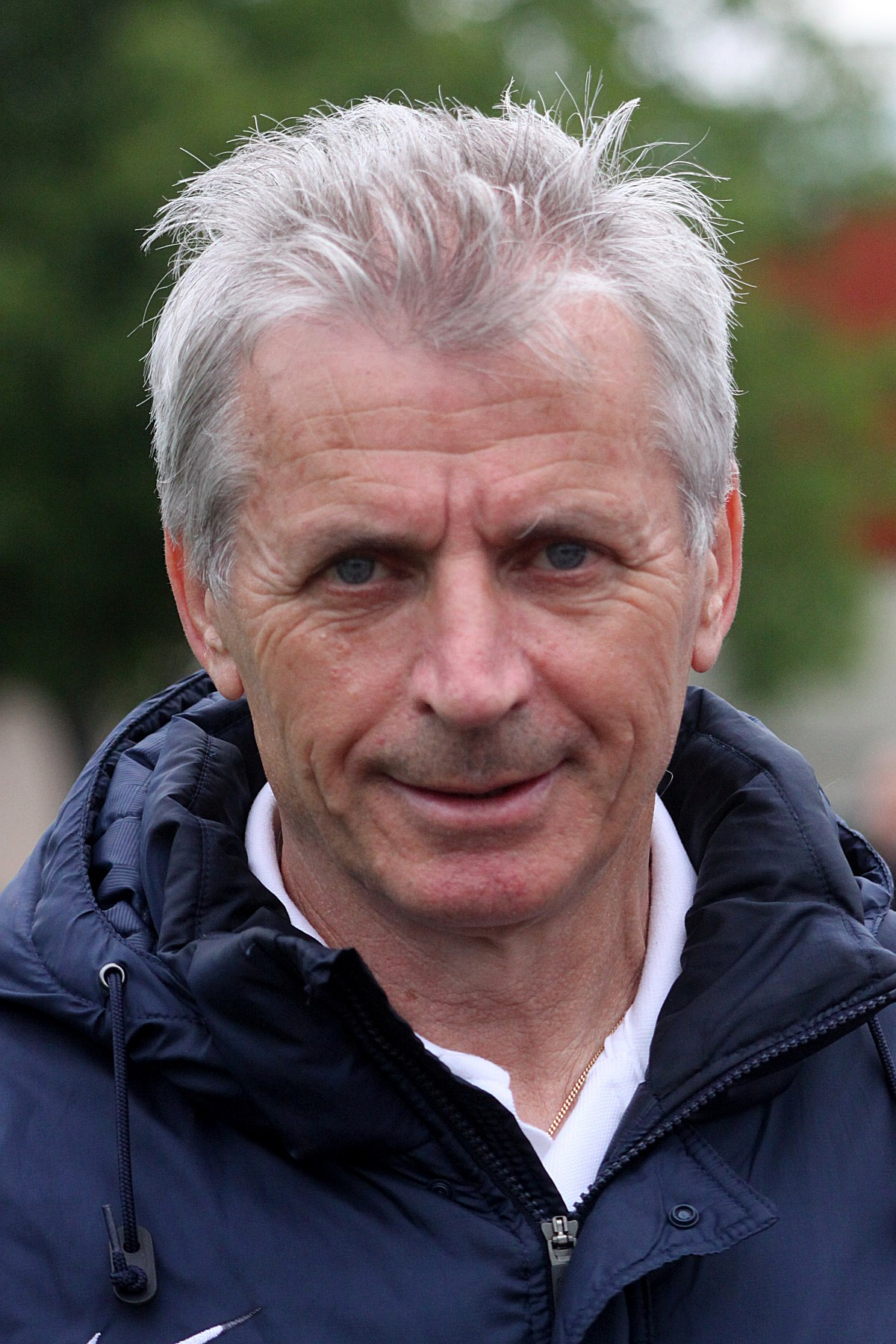
Artisan de la montée en D1 en 1976, Francis Smerecki deviendra coach des Tango en 2003.

Pour la saison 1975-1976, l'équipe est composée de plusieurs joueurs expérimentés : les vétérans Georg Tripp et Daniel Rodighiero sont épaulés par Francis Smerecki, Alain Desgages et Lionel Lamy. Le maître à jouer Raymond Keruzoré est parfaitement complémentaire avec le virtuose Souleymane Camara et l'ailier Bernard Blanchet, international A et meilleur buteur de l'histoire du FC Nantes, auteur de 18 buts cette saison-là avec Laval. L'équipe est complétée par des jeunes comme Patrick Papin, Roger Bertin et Yannick Bonnec. Cette « belle mosaïque » est proche de souffler au Stade rennais la première place, disputée jusqu'à la dernière journée. Deuxième, le club doit jouer un match de barrage aller-retour d'accession à la première division, contre le Red Star, second du groupe B de D2. Vainqueurs le 3 juin 1976 au stade Bauer (1-0, but de Bonnec) puis le 11 juin 1976 au stade Francis-Le-Basser (2-1, buts de Smerecki et Bonnec), les joueurs obtiennent leur promotion, avec une réserve : celle d'adopter le statut professionnel. Les réticents sont nombreux : le vice-président du club, l'entraîneur, plusieurs joueurs, le maire de la ville en personne sont opposés à la montée de Laval en première division. Comme le stipule le règlement de la Ligue, un tel refus conduirait le club à être rétrogradé en D3. Il faut toute la persuasion d'Henri Bisson, qui met en balance sa démission, le concours financier du groupe Besnier et le soutien populaire pour que le comité directeur prenne la décision d'accepter le passage au professionnalisme, et donc la montée en D1, le 14 juin 1976, au foyer culturel de la Fédération des œuvres laïques de la Mayenne (par 25 votes oui, 8 non et une abstention).
Le Stade lavallois devient ainsi le premier club amateur à monter dans une division professionnelle. Son arrivée parmi l'élite du football hexagonal suscite beaucoup de curiosité et de scepticisme. Les décisions sportives sont effectuées par l'entraîneur Michel Le Milinaire dont la voix est prépondérante, mais sont toujours l'objet d'une discussion avec Henri Bisson et les dirigeants qui l’entourent dont Henri Mauduit, un ancien joueur professionnel. Bisson aime être sur le banc de touche, mais sans jamais se mêler du domaine sportif ni du travail de l’équipe.

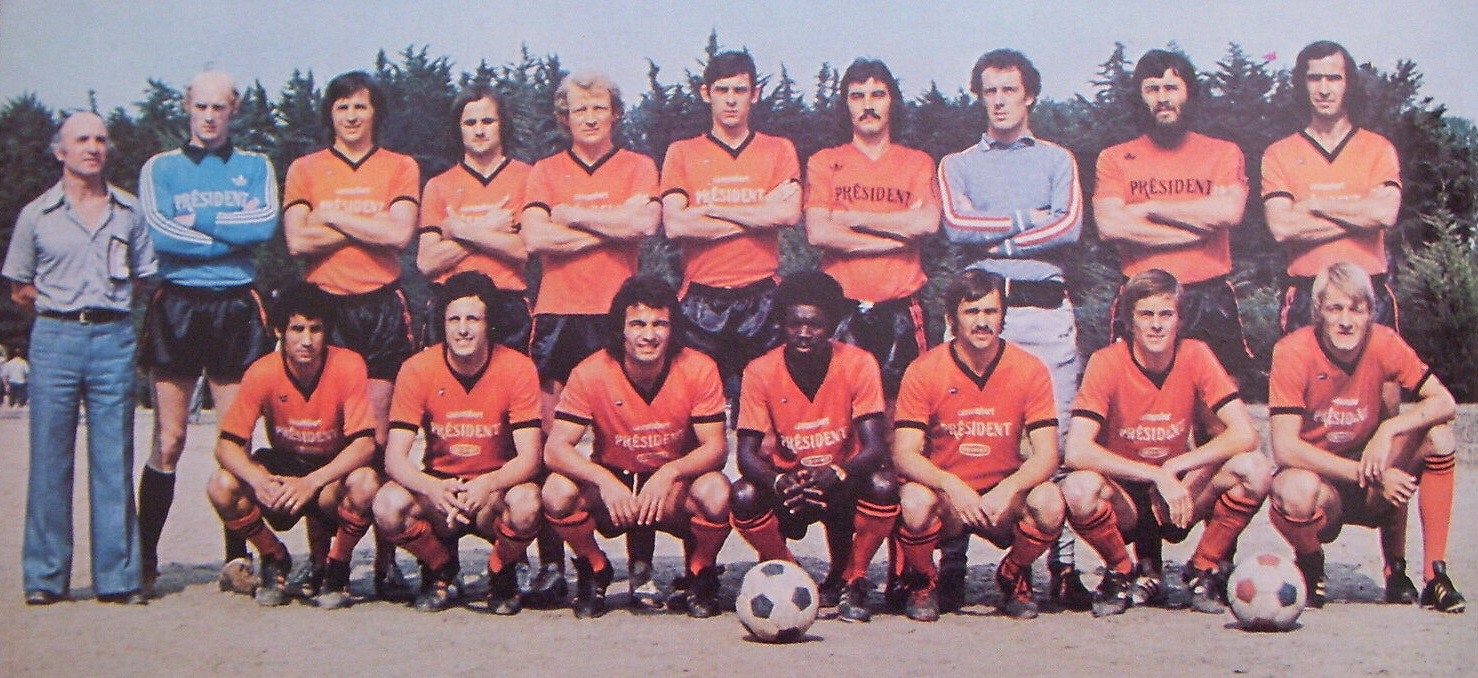
L'équipe du Stade lavallois en 1976.

Après un début de saison difficile (trois matchs et trois défaites), dont une première défaite à Bastia (1-3), une première victoire lors de la 4e journée contre le Paris SG (2-1) lance l'équipe. Les Lavallois endossent alors le rôle de trouble-fête. Début décembre, devant 20 024 spectateurs, les Tango se jouent des mythiques Verts de l'AS Saint-Étienne (3-1), champions en titre, grâce à un triplé de Jacky Vergnes. Les Stadistes se hissent jusqu'à la huitième place avant de connaître une deuxième partie de championnat plus difficile, qui ne les empêche pas d'obtenir le maintien. Pour sa première saison en première division, les Lavallois parviennent à se classer seizièmes, devant Valenciennes, Angers, Lille et Rennes. En plus des footballeurs professionnels arrivés au mois de juillet 1976, des anciens Stadistes restés dans l'effectif comme amateurs prennent une part prépondérante dans le bon comportement de l'équipe : Alain Desgages, Roger Bertin, Jacques Lhuissier ou encore André Clair. Bien qu'ayant le statut professionnel, le Stade lavallois n'avait pas perdu son esprit amateur, vu comme l'un des gages de sa réussite.
La deuxième saison du club en première division démarre remarquablement puisqu'au bout de huit matches, les Mayennais sont troisièmes, à trois points des deux premiers. Une défaite 5 à 0 face à l'Olympique lyonnais conjuguée à une élimination peu glorieuse en Coupe de France à Angoulême ramènent les Lavallois à la dure réalité. Malgré tout, le Stade lavallois termine la saison à la dixième place, devant des clubs comme le PSG, Lyon ou encore Bordeaux. Pendant cette saison, l'Olympique de Marseille plie notamment deux fois face aux Lavallois. Cette saison est malheureusement endeuillée par le décès du gardien de but Richard Nowacki (28 ans).

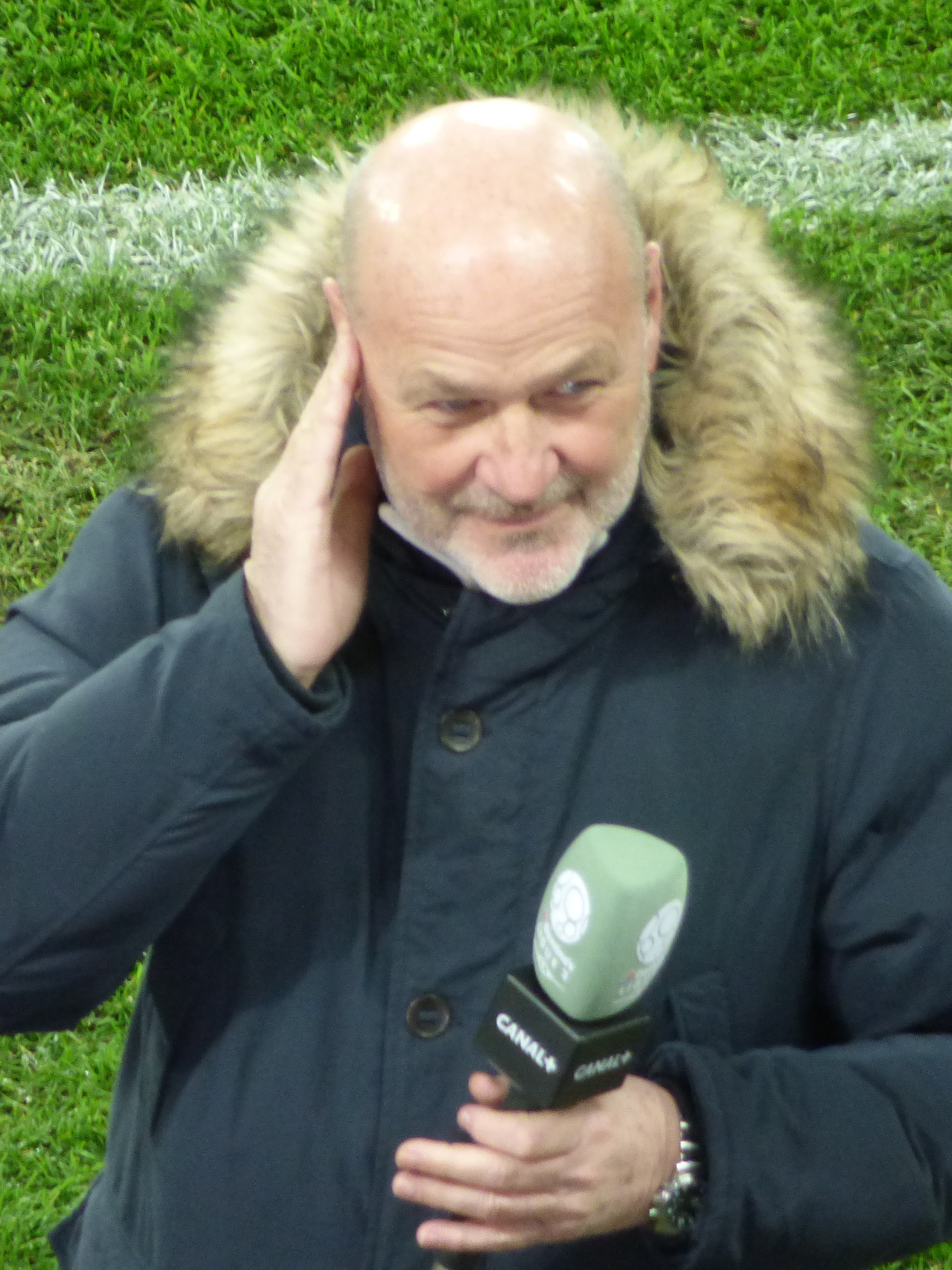
Transfuge du Stade rennais, Jean-Luc Arribart joue trois saisons à Laval.

Après la catastrophique saison 1977-1978, le Stade rennais se sépare des jeunes et talentueux Jean-Luc Arribart et Patrick Delamontagne, cédés au Stade lavallois pour 600 000 francs (330 000 euros actuels), afin de sauver une nouvelle fois le statut professionnel du club. Malgré les malheurs qui s'abattent sur les joueurs de Michel Le Milinaire et la crainte des supporters, le Stade lavallois assure l'essentiel lors de la saison 1978-1979 en conservant sa place dans l'élite. Cette année voit aussi l'arrivée du gardien Jean-Pierre Tempet. Le maintien est acquis lors de l'avant-dernière journée sur le terrain de l'AS Monaco, d'où les Mayennais ramènent le point qui les sauve. Trois jours plus tard, le FC Nantes marque cinq buts à des Lavallois fatigués mais sauvés. Le club termine seizième devant Valenciennes, le Paris FC et Reims. Cet exercice est aussi le dernier de Raymond Keruzoré sous le maillot tango. Le Finistérien, arrivé en novembre 1975, prend la direction du Stade brestois.
La saison 1979-1980 voit le club recruter des joueurs de qualité : François Brisson, Erwin Kostedde, Jean-Marc Furlan, etc. Le 24 août 1979, 20 849 spectateurs assistent à la réception de l'AS St-Étienne (défaite 2-3), ce qui constitue le record d'affluence du club. Après un départ complètement manqué (le club est 19e après sept journées), les Lavallois opèrent un formidable redressement de situation et terminent finalement à la douzième place au terme du championnat, qui leur assure un nouveau maintien.
L'Allemand Erwin Kostedde finit meilleur buteur du championnat cette saison-là (avec 21 buts, à égalité avec Delio Onnis à Monaco), à l'issue de laquelle il quitte le club pour rentrer en Allemagne. Ce joueur allemand, ne parlait pas français, et prenait un avion après chaque match joué pour rejoindre sa famille à Herford en Allemagne, où il s'entraîne avec l'équipe de deuxième division. Il ne s'entraînait pas avec ses coéquipiers tout en étant toujours titulaire.
Lors de la saison 1980-81, le Stade lavallois passe bien près de la descente : relégable de la fin de l'automne à l'avant-dernière journée, le club termine finalement seizième et ne se maintient qu'à la différence de buts. Le club doit notamment son redressement aux 23 buts d'Uwe Krause, un avant centre allemand vivement recommandé par l'ancien lavallois Georg Tripp.

#### La formation
Le 18 juillet 1979 marque l'ouverture du centre de formation, obligatoire pour tous les clubs de première division, sous peine de rétrogradation en D2. Sa construction est initiée par Henri Bisson dès 1976 et la première pierre est posée en janvier 1979. Le Stade lavallois disposait alors d'un délai de trois ans pour se plier aux règlements de la FFF et du Groupement du Football Professionnel. Le centre est placé sous la direction de Bernard Maligorne, et est considéré comme un pionnier : il devient une référence pour les clubs du championnat de France. Alors que l'équipe joue la Coupe UEFA, les pensionnaires du centre de formation remportent la Coupe Gambardella. Le volontarisme d'Henri Bisson permettra d'assurer au club avec le budget le plus faible du championnat pendant plusieurs années sa place en Division 1. En 1983, France Football décerne au Stade lavallois le prix de la meilleure politique de jeunes et de recrutement. Les nouvelles mœurs du football de la fin des années 1980 changent la donne, et le club doit vendre ses meilleurs éléments formés au club. Par exemple, le Matra Racing de Jean-Luc Lagardère débauche Denis Zanko, Jean-Luc Dogon et Loic Pérard.

#### La coupe d'Europe pour apogée (1981-1986)
Lors de la saison 1981-82, le Stade lavallois n'en finit pas d'étonner. Malgré des moyens financiers relativement faibles par rapport à ses concurrents, le club navigue toute la saison dans la première moitié du classement et termine à une très inattendue cinquième place, avec 44 points et 49 buts marqués (dont 18 par le seul Uwe Krause). Le club accède également aux quarts de finale de Coupe de France, battu par l'AS Saint-Étienne (0-0 et 1-0). Le championnat terminé, les Lavallois se prennent à rêver d'une qualification en Coupe de l'UEFA : ils comptent pour cela sur une victoire de l'AS Saint-Étienne face au Paris SG, en finale de la Coupe de France. Grâce à un but de Platini, Laval est virtuellement européen jusqu'à l'ultime seconde de la prolongation, avant que le PSG n'égalise et réalise un sans faute lors de la séance de tirs aux but. Déçus, les Stade lavallois terminent néanmoins leur saison sur une victoire en Coupe d'été de la Ligue Nationale.
Une nouvelle fois annoncé parmi les relégables, le Stade lavallois étonne de nouveau tout le monde lors de la saison 1982-1983. Après une bagarre farouche avec l'AS Monaco, champions en titre, les Lavallois dament le pion aux joueurs de la Principauté et arrachent la cinquième place, synonyme cette saison-là de qualification pour la Coupe UEFA. Cette performance est saluée dans toute la France et par toute la presse nationale.

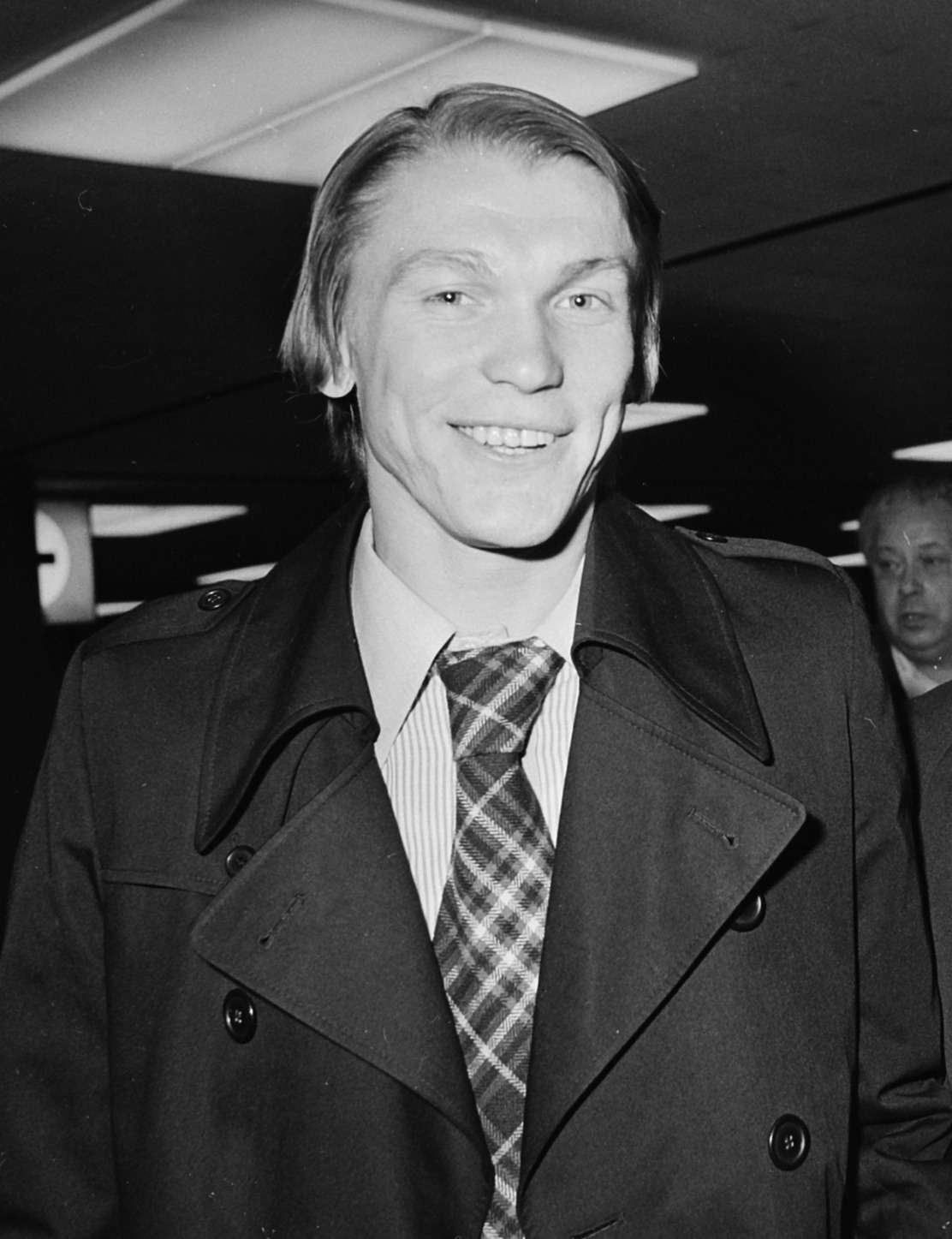
Le Stade lavallois élimine le Dinamo Kiev d'Oleg Blokhine, Ballon d'or 1975.

Au premier tour de la Coupe UEFA, les petits poucets lavallois tombent sur le Dynamo Kiev, prestigieux club soviétique, sixième à l'indice UEFA. Le 14 septembre 1983, les Français parviennent à conserver un score nul et vierge à Kiev. Au retour, ils arrachent contre toute attente la victoire, grâce à un but de José Souto (1-0). « Laval grand d'Europe », titre L'Équipe le 30 septembre.
Au tour suivant, les Lavallois tombent avec les honneurs contre l'Austria Vienne. Défaits 2-0 en Autriche, ils mènent 3-0 à la mi-temps du match retour à Laval. Ils ne parviennent pas à contenir le retour des Autrichiens, qui reviennent à 3-3 et obtiennent ainsi leur qualification. Parallèlement, les Tango réussissent une saison 1983-1984 honorable, terminant à la 11e place après avoir évolué la majorité de la saison en première partie de tableau. Il remporte la première édition de l'ancienne version de la Coupe de la Ligue en octobre 1984.
La fin de saison est en revanche marquée par le départ de Bernard Maligorne pour divergences de points de vue. À l'issue d'une saison 1984-1985 où plusieurs jeunes sont lancés dans le grand bain, Henri Bisson annonce qu'il ne renouvellera pas son mandat. Sur le terrain, l'équipe, composée de nombreux joueurs issus du centre de formation, s'assure un maintien aisé. Henri Bisson, président du Stade Lavallois en 1985 est interviewé en compagnie de Rolland Courbis lors d'un match contre le SC Toulon, par Thierry Roland et Jean-Michel Larqué.

#### L'après Bisson: retour vers la Division 2 (1986-1992)

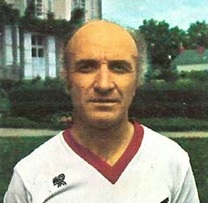
Michel Le Milinaire compte près de 1000 matches sur le banc lavallois.

L'évolution des mœurs et des pratiques du football, symbolisée par l'apparition de Bernard Tapie, Jean-Luc Lagardère ou encore Claude Bez, font de l'escalade des salaires un véritable tourbillon. À partir de la saison 1985-86, les difficultés financières se font ressentir. En mars 1986, on annonce chercher à trouver un nouveau sponsor, faute de quoi le Stade lavallois devra se séparer de plusieurs jeunes issus du centre de formation et dont le premier contrat professionnel (de quatre ans) est arrivé à terme : Thierry Goudet, Michel Sorin, Loic Pérard. Ce nouveau sponsor, les deux coprésidents, Louis Béchu et Paul Lépine, pensent l’avoir trouvé en la personne de Daniel Hechter. À l’époque, le conseil général de la Mayenne verse 250 000 francs par an à l'équipe, et la ville de Laval, deux millions de francs dont 50 % en subventions directes avec la taxe sur les spectacles. Le 14 mars, Daniel Hechter refuse de sponsoriser le club avant de reprendre finalement le Racing Club de Strasbourg. L'été 1986 est donc marqué par le départ de Goudet, Sorin et Pérard. Replié sur une tradition laïque, personnifiée par Le Milinaire et Bisson, le club contrairement à l'AJ Auxerre de Guy Roux, va être réticent à s'ouvrir vers de nouveaux partenaires. En juillet 1986, le groupe Besnier double son apport, qui avoisine les deux millions de francs.
La saison 1986-87 marque la première confrontation en décembre 1986 entre le Stade lavallois et l'Olympique de Marseille de Bernard Tapie, qui se livre à un « extraordinaire numéro de charme et de conviction » dans les couloirs des vestiaires de Le-Basser. Tout l'oppose à Henri Bisson, devenu président d'honneur, mais les Lavallois parviennent à tenir en échec le leader marseillais, devant 15 000 personnes. Le club boucle l'exercice 1986-1987 en 9e position mais Michel Le Milinaire ne cache pas son inquiétude quant à l'avenir. Paul Lépine, un temps candidat à la succession, se désiste, sa volonté de créer une société d'économie mixte (SEM) n'ayant pas trouvé d'écho (en particulier la possibilité de faire entrer des éléments de la chambre de commerce au comité de gestion du club). C'est donc Louis Béchu, second candidat, qui est élu.
Durant le mois de juillet 1987, neuf joueurs (Patrick Delamontagne, Jacky Paillard, Thierno Youm, Éric Stefanini...) quittent le club. François Omam-Biyik arrive au club. Le début de saison 1987-1988 est très délicat et les Tango sont lanterne rouge après douze journées. Heureusement, ceux-ci, rejoints à l'automne par François Brisson, relèvent la tête. Ils terminent à la 14e place, en dépit de la blessure de François Omam-Biyik en finale de la Coupe d'Afrique des Nations. Mais cette fin de saison est tristement marquée par le décès d'Henri Bisson, grand instigateur de la belle épopée du Stade lavallois. Jean-Luc Dogon, pur produit maison et international espoirs, part au Matra Racing.

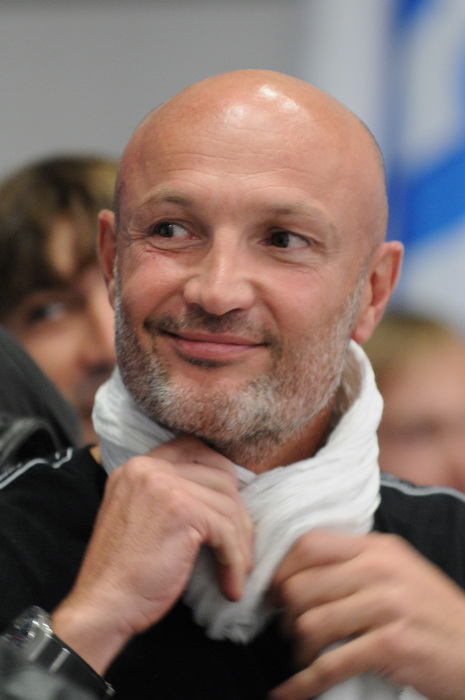
Champion du monde 1998, Frank Lebœuf débute en D1 à Laval.

Après treize années passées parmi l'élite, le Stade lavallois connaît une saison 1988-1989 très difficile, malgré l'arrivée de Frank Lebœuf qui y obtient son premier contrat professionnel.
Corrigé lors de la dernière journée à Lille (8-0, dont un but sur pénalty du gardien de but Bernard Lama), le club mayennais, plus petit budget de D1 avec 25 millions de francs, termine à la 19e place avec 35 points, soit quatre de moins que le Matra Racing de Lagardère, premier non relégable, et doit donc retrouver la Division 2. En décembre 1989, la section football quitte le club omnisports et devient le Stade lavallois Football Club.
Laval en D2 doit laisser échapper ses joueurs les plus convoités. Un temps convoité par le Paris Saint-Germain, Lebœuf reste au Stade lavallois. Mais, en novembre 1990, en proie à des problèmes financiers, le club doit le laisser partir pour le RC Strasbourg, pour 3,4 millions de francs.
Si les premières saisons, le Stade lavallois se frotte aux ténors de la D2, obtenant même une place de barragiste au printemps 1991, battu par Strasbourg, il rentre peu à peu dans le rang. Fin octobre 1992, après une série de neuf matches sans victoire, Michel Le Milinaire est mis à l'écart par le président Jean Py, à neuf mois du terme de son contrat. Il aura passé 24 années sur le banc mayennais. Il termine la saison comme directeur technique.

### Entre D2 et National (depuis 1992)

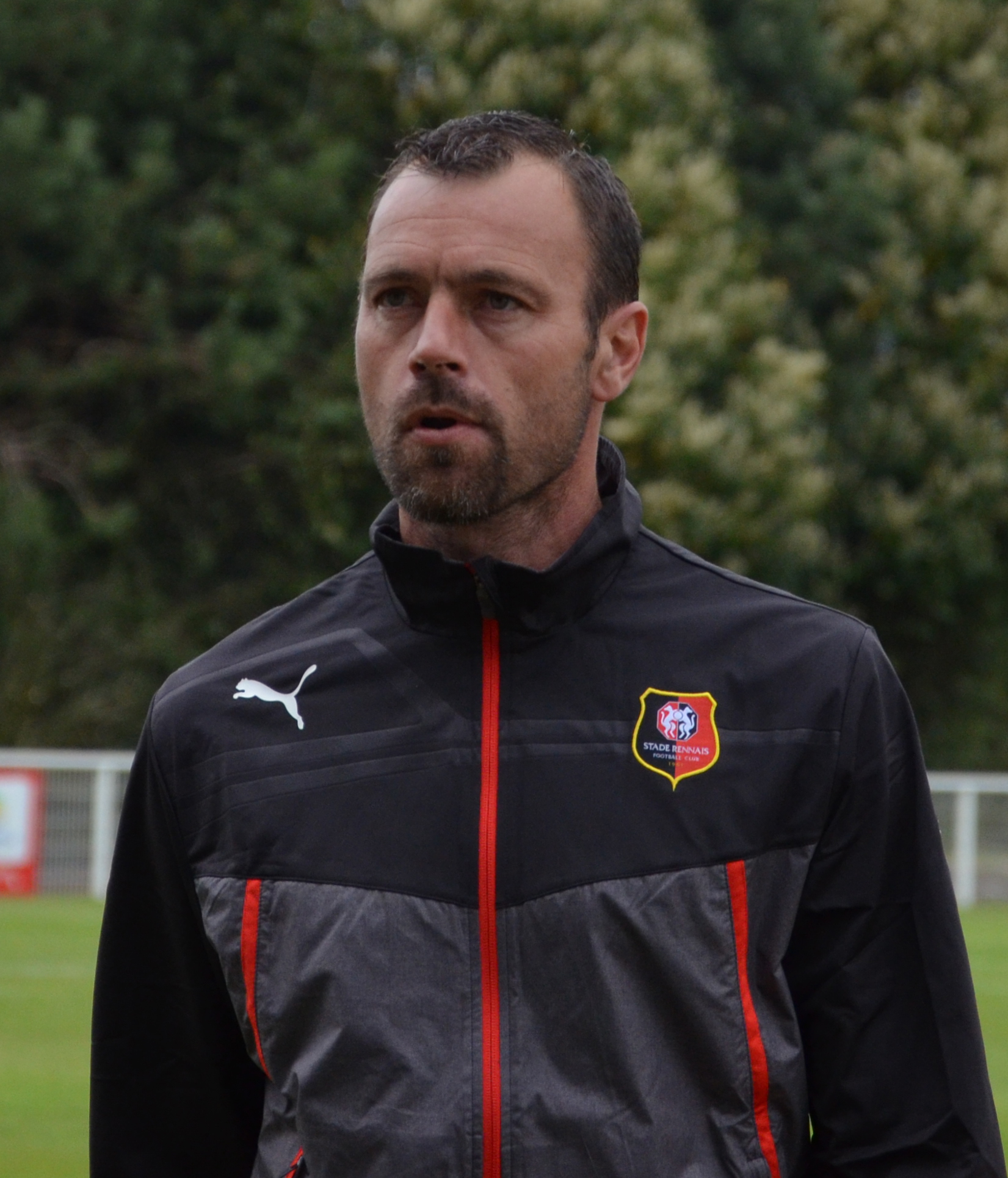
Présenté comme le nouveau van Basten par son président, Mickaël Pagis dispute 120 matches sous le maillot lavallois.

Bernard Maligorne, revenu s'occuper du centre de formation lavallois en 1990, prend les rênes de l'équipe. Il accompagne le superbe parcours des mayennais en Coupe de France, éliminés en demi-finale par le Paris SG au Parc des Princes (1-0). En 1994, le Stade lavallois Football Club devient le Stade lavallois Mayenne Football Club. Maligorne ne parvient cependant pas à faire remonter le club et est remplacé par Denis Troch en cours de saison 1994-1995.
Le club mayennais rêve à nouveau de retour en Division 1 lors de la saison 1995-1996 : au coude à coude avec l'AS Nancy-Lorraine pour la troisième place, les Lavallois sont défaits lors la 42e et dernière journée à Perpignan (2-0). Le club accède de nouveau la saison suivante aux demi-finales de Coupe de France, mais s'incline face à l'OGC Nice (0-1).
Le club s'installe progressivement comme un club ordinaire de deuxième division. Troch part en 1997, remplacé par Hervé Gauthier pendant quatre saisons, puis par Victor Zvunka pendant deux saisons. En 1999, le jeune Djimi Traoré, à peine sorti du centre de formation, est recruté par le Liverpool FC. Francis Smerecki puis Alex Dupont parviennent à sauver le club de justesse en 2003-2004, avant le retour de Denis Troch.
Le 5 mai 2006, le Stade lavallois, alors le plus vieux club évoluant en Ligue 2, est officiellement relégué en National, après 30 ans de professionnalisme. Denis Troch reste entraîneur mais ne parvient pas à faire remonter l’équipe. À l'été 2007, le Stade lavallois démarre avec un budget diminué, mais conserve son statut professionnel.

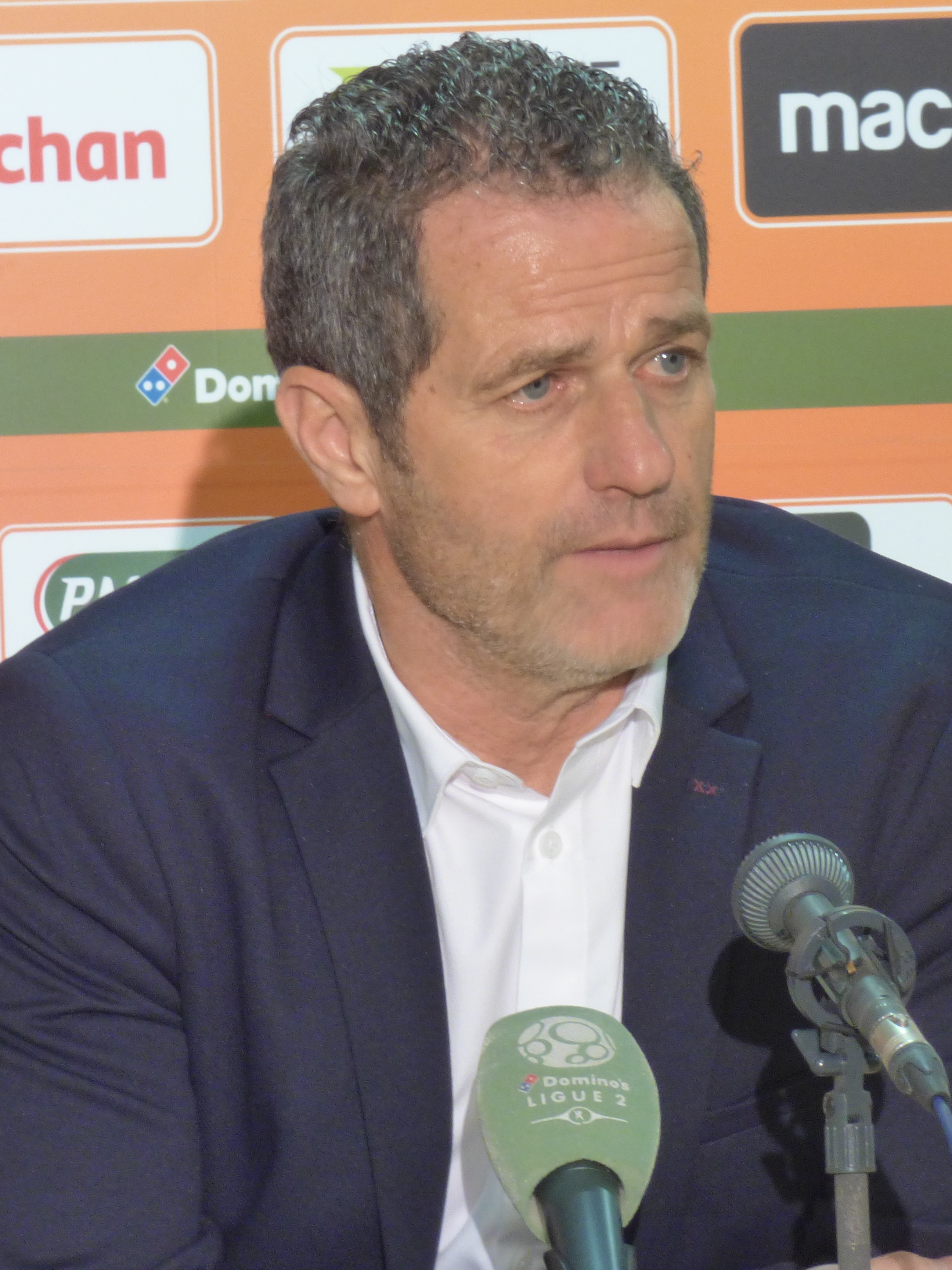
Philippe Hinschberger permet au Stade lavallois de retrouver le statut pro et maintient le club en Ligue 2 quatre années de suite.

En mai 2007 une nouvelle ère commence : Philippe Jan reprend les rênes du club et choisit comme nouvel entraîneur Philippe Hinschberger, qui décide de composer une équipe d'expérience, recette qui avait fonctionné pour lui à Niort. Michel Le Milinaire revient de façon symbolique dans l'encadrement du Stade lavallois dans la cellule recrutement. Pour la saison 2008-2009, le club doit abandonner le statut professionnel ainsi que l'agrément de son centre de formation. Francis Coquelin, formé au club, part en juin 2008 à l'« Academy » d'Arsenal, ce qui permet au club de récupérer une indemnité de formation versée gracieusement par Arsenal.
Le 8 mai 2009, le Stade lavallois termine à la deuxième place de National et assure ainsi sa remontée en Ligue 2 après un match nul face à l'AS Cannes. Après une belle saison 2009-2010, l'équipe première s'accroche afin d'éviter une relégation. En 2012-2013, le club se sauve de justesse à la dernière journée de championnat après une victoire contre la Berrichonne de Châteauroux.
Lors de la saison 2013-2014, l'équipe est une nouvelle fois à la lutte pour ne pas descendre. À la suite d'une série de mauvais résultats, Philippe Hinschberger est démis de ses fonctions le 24 février 2014 et son adjoint Denis Zanko est alors nommé entraîneur principal. Laval se sauve lors de la dernière journée contre le FC Metz.

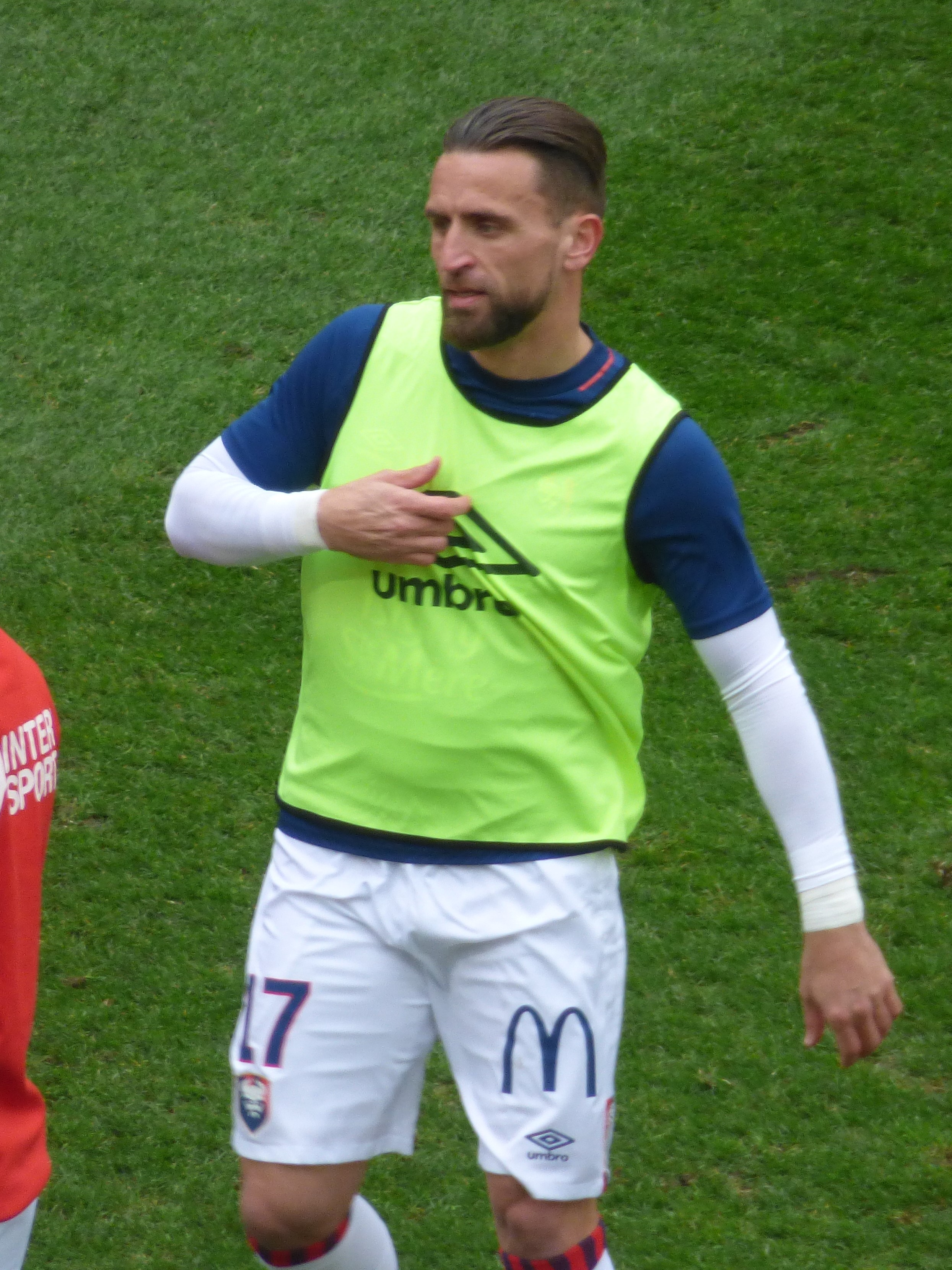
Anthony Gonçalves est élu joueur de la décennie 2010.

Le club change alors de direction. Christian Duraincie devient président du Stade lavallois et le club lance un projet sportif nommé "Ambition Horizon 2020", avec un objectif ambitieux : "être un club qui progresse, qui s'inscrit durablement parmi les grands clubs français." Le club a pour objectif immédiat de finir dans la première moitié de tableau.
La saison 2014-2015 se veut bien plus clémente et sereine pour les Tango, qui terminent à la huitième place du championnat, grâce notamment à deux dernières larges victoires contre le Clermont Foot 63 (3-1) au Stade Francis-Le Basser puis en déplacement chez les Chamois Niortais (3-0). La saison est notamment marquée par la révélation au plus haut niveau d'un attaquant issu du centre de formation, Sehrou Guirassy (six buts en 29 matches), appelé en Équipe de France U19 et convoité, entre autres, par l'AS Saint-Étienne. C'est à l'issue de cette saison qu'est révélé le nouveau logo du Stade lavallois, plus sobre que le précédent.

La saison 2016-2017 voit la relégation du club en National 1 avec au compteur : 18 défaites, quinze matchs nuls et seulement cinq victoires. Président du directoire depuis 2014, Christian Duraincie démissionne quelques jours après une dernière défaite contre Nîmes Olympique. Philippe Jan est nommé président du directoire le 22 mai 2017.

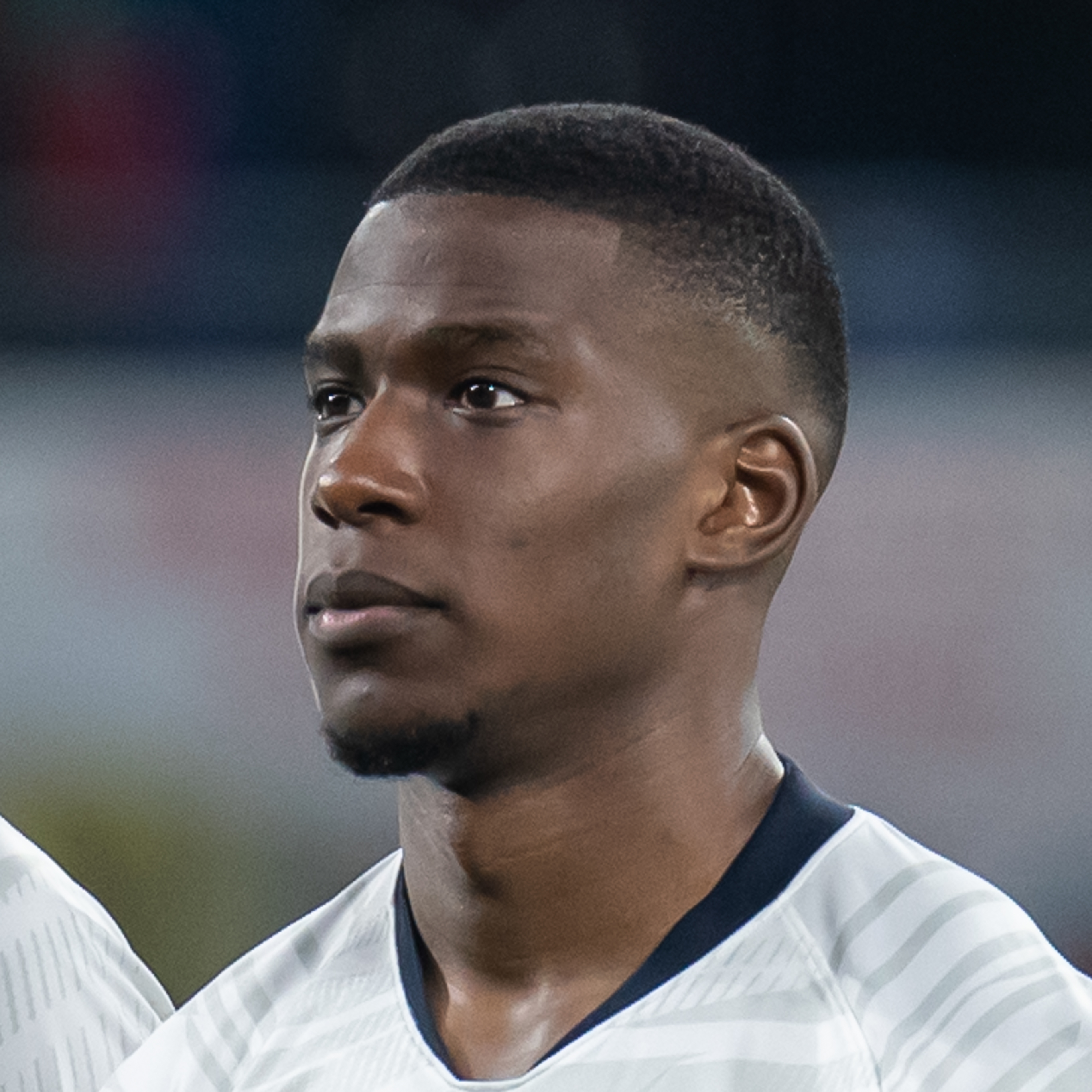
Le transfert de Nordi Mukiele à Leipzig est une aubaine pour le club, qui récupère 1.5 M€.

Le 21 décembre 2017, Jean Marc Nobilo démissionne de son poste d’entraîneur. Il est remplacé par son adjoint Manuel Pirés.
Quatre saisons chaotiques se succèdent. En cinq ans de National, 107 joueurs et cinq entraîneurs passent par le club, qui perd au passage son statut professionnel le 17 mai 2019. Dans ce contexte d'instabilité chronique, l'équipe peine à produire un jeu de qualité, y compris lors de la saison 2018-2019 où elle flirte miraculeusement avec la montée une bonne partie de la saison. Financièrement, le club réalise trois belles opérations avec les ventes de Mukiele, Solet et Mendes pour un montant total de cinq millions d'euros, assorti de 10 à 20% sur les plus-values d'éventuels transferts.
Le 31 mars 2021, le président du directoire Philippe Jan laisse sa place à Laurent Lairy, déjà actionnaire du club depuis 17 ans. Le nouveau président s'attache à mettre en œuvre un projet quinquennal basé notamment sur des contrats longs offerts à des joueurs aux fortes valeurs humaines. Dès son arrivée, il prolonge de trois ans l'entraîneur Olivier Frapolli, au grand dam d'une partie des supporters lavallois,, et conserve le staff en place.
Cette politique de stabilité porte ses fruits : le 2 mai 2022, le Stade lavallois officialise sa montée en Ligue 2 avant de valider le 6 mai 2022 son titre de champion de National 2022. Aux Trophées du National, Olivier Frapolli est élu meilleur entraîneur par ses pairs. Geoffray Durbant est nommé dans la catégorie « Meilleur Joueur », Alexis Sauvage dans la catégorie « Meilleur Gardien », et Julien Maggiotti dans la catégorie « Révélation de la saison », mais ils ne remportent pas ces trophées. Trois lavallois sont présents dans l'équipe type de la saison : Bryan Gonçalves, Jimmy Roye et Julien Maggiotti. Les supporters lavallois élisent Julien Maggiotti « Tango de la saison ». Le 4 juin 2022, le Stade lavallois fête ses 120 ans au stade Francis-Le-Basser avec une journée d'animations, de tournois, et une présentation de pièces historiques, en présence de légendes du club.
Emmené par un Julien Maggiotti omniprésent, le Stade lavallois réalise un début de saison séduisant pour son retour en Ligue 2. L'engouement populaire est fort : quatre matches sont joués à guichets fermés et l'affluence moyenne à domicile est la meilleure depuis 35 ans. La trêve de fin d'année est marquée par la blessure au genou de Julien Maggiotti, forfait jusqu'au 20 mai 2023 où il sera de déplacement à Bordeaux et rentrera à la 72e minute. Après un début d'année civile plutôt difficile, les Tangos subissent une série de 7 défaites qui les feront basculer en Zone Rouge de Ligue 2 dont ils sortiront à la dernière journée de Ligue 2 à la suite d'un but de Djibril Diaw au temps additionnel.

## Résultats sportifs et palmarès

### Palmarès
La meilleure performance du club en Championnat de France est une 5e place, obtenue à deux reprises en 1982 et 1983. En 1983, cette place lui offre une qualification pour l'édition 1983-1984 de la Coupe UEFA, la seule dans l'histoire du club. Après avoir créé la surprise en éliminant le Dynamo Kiev, les Lavallois s'inclinent au 2e tour face à l'Austria Vienne.
| Compétitions internationales | Compétitions nationales |
| --- | --- |
| - Coupe de l'UEFA - Meilleure performance : 16e de finale en 1983 | Championnats - Championnat de France - Meilleure performance : 5e en 1982 et 1983 - Championnat de France D2 - Meilleure performance : 3e en 1976 - Championnat de France D3 (1) - Champion : 2022 - Vice-champion : 2009 - Championnat de France D5 - Vainqueur de groupe : 1995 rés. - Championnat de France amateurs - Vice-champion : 1965 - Vainqueur de groupe : 1965, 1969 Coupes - Coupe de France - Meilleure performance : demi-finale en 1993 et 1997 - Coupe de la Ligue (1995-2020) - Meilleure performance : 8e de finale en 2016 - Coupe de la Ligue (1964-1994) (1) - Vainqueur : 1984 - Coupe d'été (1) - Vainqueur : 1982 |
| Compétitions régionales | Équipes de jeunes |
| Championnats - Championnat de l'Ouest (Division d'honneur) (1) - Vainqueur : 1964 - Championnat du Maine (Division d'honneur) (3) - Vainqueur : 1985, 1988, 2013 Coupes - Coupe du Maine (3) - Vainqueur : 1986 rés., 1987 rés., 1992 rés. - Coupe de l'Ouest (2) - Vainqueur : 1949, 1964 | - Coupe Gambardella (1) - Vainqueur : 1984 |

Par ailleurs, le Stade lavallois remporte la première édition du trophée de meilleur public sportif de 2e division (actuellement nommé Championnat de France des tribunes) lors de la saison 1972-1973.

### Bilan sportif

#### En Coupe de France
- 1919 : Laval participe à la deuxième Coupe de France et s'incline en 16e de finale contre l'AS Brest par quatre buts à trois.
- 1993 : demi-finaliste de la Coupe de France. Défaite 1-0 au Parc des Princes contre le Paris Saint-Germain Football Club.
- 1997 : demi-finaliste de la Coupe de France. Défaite à domicile 1-0 contre OGC Nice.

#### En Coupe Gambardella
- 1984 : Le Stade lavallois s'impose en finale face à Montpellier (4 à 2 aux tab)[90],[note 20]. Le match est marqué par but refusé de Laurent Blanc pour Montpellier pour une faute sur un défenseur[91]. Cette décision de l'arbitre resta critiquée.

| Le 16 avril 1984, à Tours. Montpellier Paillade SC 0-0 Stade lavallois (tab 2-4) 5 502 spectateurs. Laval : Chatrefoux - Reuzeau, Girard, Blino (c), Drouet - Laigneau, Dogon, Lambert - Cloarec, Gomis, Le Roux. Entr. : Bernard Maligorne. |

- 2014 : Le Stade lavallois échoue aux portes de la finale. En demi-finale, les Tango rencontrent l'AJ Auxerre. Le score est de un but partout à l'issue du temps règlementaire. Les Stadistes s'inclinent aux tirs au but[92]. Nordi Mukiele et Serhou Guirassy sont les deux plus belles réussites de cette génération[93].

## Identité du club

### Couleurs et logos
Les premiers maillots du Stade lavallois sont rouge et noir.[réf. nécessaire]
Après avoir porté des maillots rayés vert et blanc, la couleur Tango (rouge orangé) apparaît le 16 septembre 1923 pour la première fois sur les épaules des joueurs mayennais. Une rumeur parfois reprise à tort dans la presse faisait état que les dirigeants voulaient un maillot rouge sang, mais à l'usure, ces maillots devenaient plus rose que rouge. Le club se serait alors prononcé pour la couleur Tango,.
Le logo du club a évolué au cours des années. À l'origine, dans les années 1920, le logo du club est en forme de cercle et comprend les initiales du club « SL ». Pendant longtemps, celui-ci était un blason de couleur tango barré d'un scapulaire noir, sur lequel était écrit en noir les initiales « SL » du club. De 1986 à 1995, le logo du club est l'emblème de la ville. Mais il est délicat à reproduire et les dirigeants considèrent qu'il ne donne pas une véritable identité au club. En 1995 est alors organisé un concours afin de désigner un nouveau logo. Soixante-quinze dessinateurs y participent. C'est le frère de Benjamin Clément, Cyril Clément qui va remporter le concours. C'est ainsi que l'on voit apparaître pour la première fois le 1er décembre 1995 sur tous les vêtements et produits dérivés du club ce nouveau logo. En mars 2002, le club dévoile un logo officiel du centenaire.
Début 2015, le club lance un nouveau concours pour se doter d'un nouveau logo. C'est le logo de Rémi Suinot qui est retenu. Il est présenté au public pour la première fois le 15 mai 2015 à l'occasion du match Laval-Clermont. Le 9 mai 2022, le président Laurent Lairy annonce que le logo du Stade lavallois portera une petite étoile après le titre de champion de National,, sur une idée de l'entraîneur Olivier Frapolli.

Logo dans les années 1920.
Logo dans les années 1960.
Logo de 1975 à 1985
Logo de 1986 à 1995
Logo de 1995 à 2015.
Logo du centenaire (2002)
Logo de 2015 à 2022.
Logo actuel.

### Hymne
L'hymne du Stade lavallois Allez Laval a été écrit par Jean Foucher, Producteur musical des disques Pluriel à Passais la Conception, sur une composition musicale de Jean-Michel Caradec. Celui-ci refuse d'interpréter le morceau : « Les milieux un peu intellectuels n'aimaient pas trop se frotter à ce genre de chansons... C'était surtout les orchestres de bal qui jouaient ces morceaux. ». Il date de 1976 et correspond à la montée de l'équipe en Division 1. Elle est interprétée par Les enfants de la balle : il y a dans les chanteurs Yvon Étienne et les Shouters,. Un 45 tours enregistré en 1976 au Studio d'Angers est édité : face A, avec les paroles, face B, version instrumentale, pochette dépliable avec un poster de l'équipe.
Le 18 décembre 2015, lors de la réception du Nîmes Olympique, le groupe Archimède présente son nouvel hymne "Tango", au stade Francis-Le-Basser.

## Structures du club

### Structures sportives

#### Stade
Le club est résident du stade Francis-Le-Basser, situé à Laval, et dont la construction s'est achevée en juin 1969. Les Tango y disputent leur premier match le 13 août 1970. Le stade s'appelle encore « parc municipal » et ce n'est qu'en 1971 qu'il est baptisé « stade Francis-Le-Basser », puis inauguré officiellement le 4 décembre 1971. Ce stade, qui appartient à Laval Agglomération, a une capacité d'accueil de 11 107 places en 2022. Il a contenu à plusieurs reprises plus de 20 000 à la fin des années 1970. En 2001-2002, le stade connait un lifting avec la suppression de la piste d'athlétisme et la construction de la tribune Crédit Mutuel en lieu et place de la tribune première. Cette même tribune Crédit Mutuel est fermée fin 2012 pour risque d'effondrement ; une tribune provisoire est mise en place derrière un but jusqu'à la fin de la saison en mai 2013. En 2003, lors du match de Coupe de France contre le Paris Saint-Germain Football Club, la tribune en bois dédiée aux visiteurs voit une barrière céder à la suite d'un mouvement de foule après le but parisien. L'accident n'aura causé que des blessures à six supporters parisiens.
Durant la saison 2017-2018, le club rénove les sièges de la tribune "Honneur". Cette tribune est composée de couleurs orange et noire qui forment le logo du club.
Dans les années 2010, un projet de déplacement du stade à côté de l'Espace Mayenne est évoqué. En 2022, Laval agglomération et le club travaillent de concert pour une rénovation de Francis-Le-Basser sur quatre à cinq ans. Le souhait des décideurs est de conserver « cet écrin qui fait partie de l’histoire de Laval », et d'en faire un projet sportif, économique, social et environnemental. Autour du stade, un pôle devrait voir le jour : commerces, réaménagement du quartier, logement, dans une enceinte hybride qui s’inspire du stade Stayen du club de Saint-Trond en Belgique.

#### Centre d'entraînement
De 1970 à 2012, les joueurs s'entraînaient place Henri-Bisson, sur une plaine d'entraînement située à deux pas du stade Francis-le-Basser, dans le quartier des Pommeraies. Le nom d'Henri Bisson, président historique du Stade lavallois, est donné à cette place en 1989. Auparavant elle constituait la partie orientale de la rue Jeanne-d'Arc et le siège du club était au no 51 de cette même rue, depuis 1979.
Depuis janvier 2012, le club a posé ses valises dans son nouveau centre d'entrainement et siège du club dit des "Gandonnières". Le nouveau complexe, à la hauteur des exigences du football de haut niveau, est doté d'un espace balnéothérapie, de salles de kiné et de musculation. Il abrite également les bureaux du staff technique, un cabinet médical, un espace restauration et une petite pièce dédiée au travail vidéo. Les larges baies vitrées offrent une vue privilégiée sur les six terrains d'entraînement, situés à l'arrière du bâtiment. Le coût total de la construction est de 3 millions d'euros, financés par la Région Pays de la Loire (750 000 €), le Département de la Mayenne (600 000 €), Laval agglomération (1 300 000 €), et le Stade lavallois (700 000 €).

#### Centre de formation
En mai 1935, le club fonde une école de football, à destination des jeunes de 13 à 18 ans. Les séances ont lieu trois fois par semaine, au stade Jean-Yvinec. Y sont enseignés, théoriquement et pratiquement, le jeu individuel et le jeu collectif.
En juillet 1979, le Stade lavallois ouvre son centre de formation, obligatoire pour tout club de Division 1, sous peine de rétrogradation en deuxième division. Le Stade lavallois disposait d'un délai de trois ans pour se plier à cette obligation. La construction coûte 1,2 million de francs (environ 600 000 euros) et est financée par un emprunt garanti par la ville de Laval. Le centre est placé sous la direction de Bernard Maligorne. Les huit premiers stagiaires et aspirants sont Michel Sorin, Thierry Goudet, Loic Pérard, Jocelyn Gane, Stéphane Morillon, Gilles Moreau, Patrick Standaert, et Éric Stefanini, rapidement rejoints par Stéphane Osmond. En 2006, les nouveaux locaux du centre de formation sont baptisés Centre Michel Le Milinaire. Déménagés aux Gandonnières au sein du nouveau centre de formation construit en 2011, les bâtiments modulaires sont de nouveau inaugurés en 2019 sous le nom d'Espace Michel Le Milinaire, et affectés aux équipes de jeunes et aux éducateurs du club. De nombreux joueurs sont issus du centre de formation : Jean-Luc Dogon, Mickaël Pagis, Ousmane Dabo, Rémi Gomis, Pierre-Emerick Aubameyang, Lindsay Rose, Francis Coquelin, Serhou Guirassy, Nordi Mukiele, Oumar Solet.

### Aspects économiques et juridiques
En 2005, le Stade lavallois est le dernier club professionnel français à passer d'une société d'économie mixte sportive locale (SEMSL) à une société anonyme sportive professionnelle (SASP), se dotant ainsi de structures juridiques plus conformes aux exigences du football moderne.

En 2022, le club possède 48 salariés, et est porté par 80 entrepreneurs mayennais actionnaires. Les actionnaires se divisent en trois entités : 

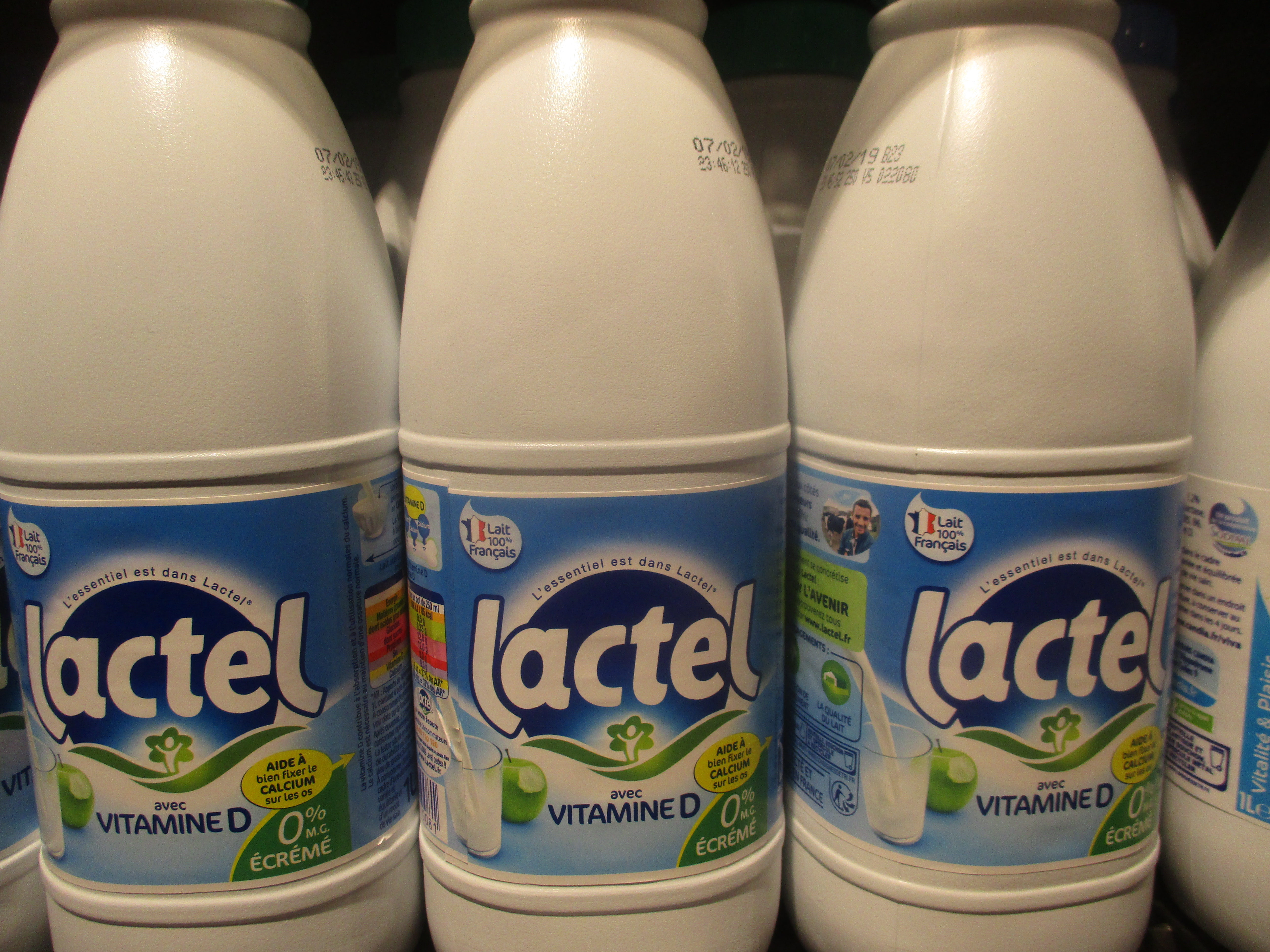
Partenaire financier du Stade lavallois depuis 1973, le Groupe Lactalis est le plus ancien sponsor français d'une équipe de football.

- Le pôle dit « industriel » regroupe sept groupes économiques mayennais de premier plan : le groupe Lucas, le groupe Lactalis, le groupe Actual, le centre E.Leclerc Laval/Saint-Berthevin, Bleu Blanc, le groupe Gruau et le groupe Séché. Il représente plus de 70% du capital ;
- Le regroupement de PME, en fait de soixante-treize petites et moyennes entreprises qui se sont regroupées en une société par actions simplifiée à capital variable, la SAS Tango Entreprises, qui représente en 2022 20% du capital[120] ;
- L'association Stade lavallois, qui représente environ 6% du capital.

### Sponsors et équipementiers
Le club a comme sponsor historique Lactalis (ex-groupe Besnier), deuxième groupe agroalimentaire français, basé à Laval. À ce titre, le maillot arbore depuis 1973 différentes marques du groupe : Président, Yoval, Lacnor, B'A, Lactel (le sponsor actuel). Le Groupe Actual, référence du secteur des agences d'emploi et d'intérim, et le groupe Lucas, spécialisé dans les travaux de finition du bâtiment, comptent également parmi les partenaires principaux.

## Personnalités du club

### Dirigeants
Vingt-deux présidents se sont succédé depuis 1902.
| Rang | Nom                        | Domaine          | Période   |
| ---- | -------------------------- | ---------------- | --------- |
| 1    | Émile Sinoir               | Club omnisports  | 1902      |
| 2    | Georges Grimod             | Club omnisports  | 1904-1914 |
| 3    | M. Paris                   | Section football | 1908      |
| 4    | M. Paris                   | Club omnisports  | 1914      |
| 5    | Comte René Regnault d'Evry | Club omnisports  | 1914-1921 |
| 6    | Camille Charlot,           | Club omnisports  | 1921      |
| 7    | Léon Boüessé,              | Club omnisports  | 1921-1925 |
| 8    | Émile Brault               | Club omnisports  | 1930-1934 |
| 9    | Francis Le Basser,         | Club omnisports  | 1934-1974 |
| 10   | Eugène Brault              | Section football | -1947     |
| 11   | Henri Bisson               | Section football | 1947-1985 |
| 12   | Henri Bisson               | Club omnisports  | 1974-1986 |

| Rang | Nom                                   | Domaine                  | Période   |
| ---- | ------------------------------------- | ------------------------ | --------- |
| 13   | Louis Béchu                           | Club omnisports          | 1986-1990 |
| 14   | Jean Noury Paul Lépine Franck Nivault |                          | 1990-1991 |
| 15   | Jean Py                               |                          | 1991-1995 |
| 16   | André Lucas                           | Directoire               | 1995-2002 |
| 17   | Alain Desgages                        | Directoire               | 2002-2003 |
| 18   | Bruno Lucas                           | Directoire               | 2004-2007 |
| 19   | Philippe Jan                          | Directoire               | 2007-2014 |
| 20   | Christian Duraincie                   | Directoire               | 2014-2017 |
| 21   | Philippe Jan                          | Directoire               | 2017-2021 |
| 22   | Laurent Lairy                         | Conseil d'administration | 2021-0000 |

### Entraîneurs
Plus de vingt-six entraîneurs connus se sont succédé sur le banc lavallois depuis 1902. Dix d'entre eux sont d'anciens joueurs du club.
| Rang | Nom               | Période     |
| ---- | ----------------- | ----------- |
| 1    | Ménard            | 1903        |
| 2    | Fabre             | années 1920 |
| 3    | William Bambridge | 1942-1944   |
| 4    | William Bambridge | 1945-1946   |
| 5    | Émile Rummelhardt | 1947        |
| 6    | Anton Raab        | 1949-1950   |
| 7    | Lucien Visignol   | 1950-1953   |
| 8    | André Sorel       | 1954-1958   |
| 9    | Robert Heuillard  | 1958-1963   |
| 10   | Jean Barré        | 1963-1968   |

| Rang | Nom                   | Période   |
| ---- | --------------------- | --------- |
| 11   | Michel Le Milinaire   | 1968-1992 |
| 12   | Bernard Maligorne     | 1992-1995 |
| 13   | Denis Troch           | 1995-1997 |
| 14   | Hervé Gauthier        | 1997-2001 |
| 15   | Victor Zvunka         | 2001-2003 |
| 16   | Francis Smerecki      | 2003-2004 |
| 17   | Alex Dupont           | 2004-2004 |
| 18   | Denis Troch           | 2004-2007 |
| 19   | Philippe Hinschberger | 2007-2014 |
| 20   | Denis Zanko           | 2014-2016 |

| Rang | Nom                | Période   |
| ---- | ------------------ | --------- |
| 21   | Marco Simone       | 2016-2017 |
| 22   | Thierry Goudet     | 2017-2017 |
| 23   | Jean-Marc Nobilo   | 2017-2017 |
| 24   | Manuel Pires       | 2017-2018 |
| 25   | François Ciccolini | 2018-2019 |
| 26   | Olivier Frapolli   | 2019-0000 |

### Responsables de la formation
Créé en 1979, le centre de formation est inactif lors des périodes où le club ne dispose plus du statut professionnel (2008-2009 et 2019-2022).

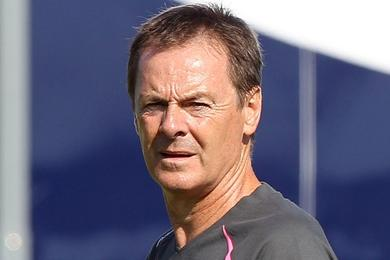
Ancien joueur du club, Éric Bedouet dirige le centre de formation pendant cinq ans, avant de rejoindre Bordeaux puis l'équipe de France.

| Rang | Nom                 | Période   |
| ---- | ------------------- | --------- |
| 1    | Bernard Maligorne   | 1976-1984 |
| 2    | Eddie Hudanski      | 1984-1990 |
| 3    | Bernard Maligorne   | 1991-1992 |
| 4    | Jean-Michel Fouché  | 1992-1993 |
| 5    | Éric Bedouet        | 1993-1998 |
| 6    | Michel Audrain      | 1998-2002 |
| 7    | Denis Zanko         | 2003-2008 |
| 8    | Stéphane Moreau     | 2009-2019 |
| 9    | Sébastien Desmazeau | 2019-0000 |

### Distinctions individuelles

#### Trophées décernés parFrance Football

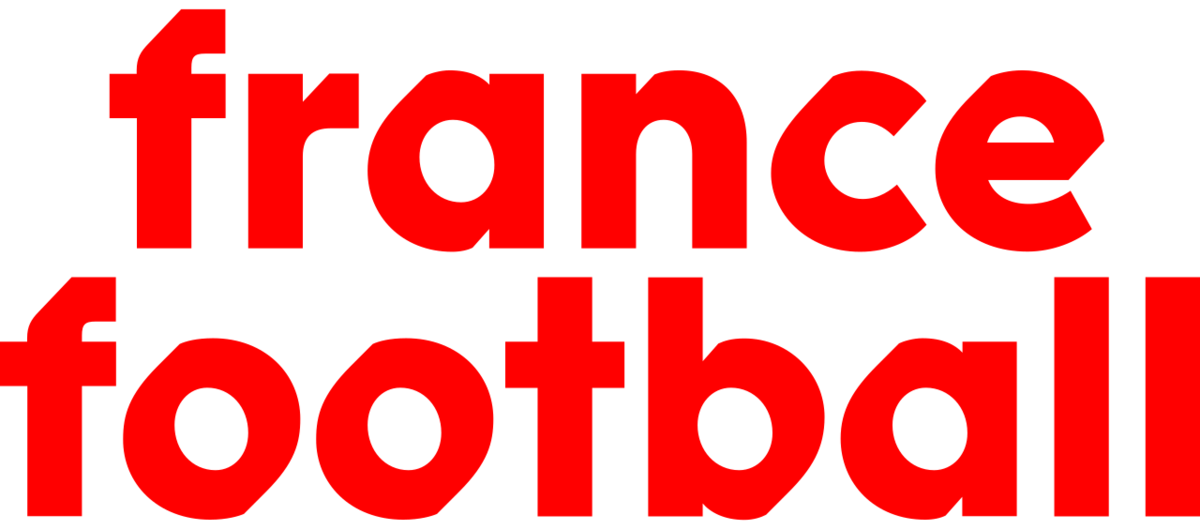
Le magazine France Football a décerné un total de 6 trophées à des membres du Stade lavallois.

Michel Le Milinaire est élu meilleur entraîneur français des années 1979 et 1983, et entraîneur français de l'année 1975 en D2.
Henri Bisson est élu dirigeant de l'année 1976. En mars 2021, il est placé en 23e position du classement des plus grands présidents de l'histoire de la Ligue 1.
Lors de la saison 1976-1977, Raymond Keruzoré reçoit l'Étoile d'or France Football, récompensant le joueur le plus performant et régulier de Division 1.
En 1995, Denis Troch est élu entraîneur français de l'année en D2.

#### Trophées UNFP du football
En 1997, Lilian Nalis figure dans le Onze de l'année de Division 2 aux Oscars du Football, organisés par l'UNFP et la LNF. Il était également nommé pour le titre de meilleur joueur du championnat. Hamed Diallo est élu dans l'équipe type de D2 en 1999 après avoir terminé meilleur buteur du championnat.
En 2010, Romain Hamouma est élu dans l'équipe type de Ligue 2 aux Trophées UNFP. Philippe Hinschberger fait partie des quatre nommés dans la catégorie Meilleur entraîneur de Ligue 2.

#### Trophées du National
En 2018, Alioune Ba est élu dans l'équipe type du National. Lors des Trophées du National 2019, trois joueurs lavallois sont présents dans l'équipe type : Bira Dembélé, Anthony Scaramozzino et Gabriel Etinof. Gabriel Etinof reçoit le trophée du plus beau but de la saison, inscrit face à Cholet. Aux Trophées du National 2022, Olivier Frapolli est élu meilleur entraîneur par ses pairs. Trois lavallois sont présents dans l'équipe type de la saison : Bryan Gonçalves, Jimmy Roye et Julien Maggiotti.

### Joueurs notables
Jean Yvinec, joueur renommé du club dans les années 1920 et ancien élève de l'École des Arts et Métiers, décède en avril 1929 à 29 ans. Ses obsèques réunissent près de deux mille personnes. Son nom est donné au stade du Champ de la Croix, dont le club est alors résident.

#### Les22 joueursdu siècle
En 2002, à l'occasion du centenaire du club, un vote pour élire les 22 joueurs du siècle est lancé. Les supporters sont invités à voter sur le site internet du club, ou par coupon-réponse découpé dans la presse locale (Ouest-France et le Courrier de la Mayenne) ou les programmes de match. Les résultats sont annoncés le 10 avril 2002. Le onze du siècle est le suivant :
| Position | Joueur               | Pays                     | Période à Laval      | Matches (buts) |
| -------- | -------------------- | ------------------------ | -------------------- | -------------- |
| GB       | Jean-Pierre Tempet   | France (5 sélections)    | 1978-1983            | 151 0(0)       |
| DD       | Patrice Carteron     | France                   | 1992-1994            | 073 0(4)       |
| DC       | Frank Lebœuf         | France (50 sélections)   | 1988-1990            | 072 0(11)      |
| DC       | Jean-Luc Dogon       | France (1 sélection)     | 1985-1988            | 089 0(6)       |
| DG       | Jean-Marc Miton      | France                   | 1978-1989            | 336 0(11)      |
| MOD      | Jérôme Leroy         | France                   | 1995-1996            | 043 0(5)       |
| MOC      | Patrick Delamontagne | France (3 sélections)    | 1978-1980, 1984-1987 | 191 0(43)      |
| MC       | Raymond Keruzoré     | France (2 sélections)    | 1975-1979            | 130 0(20)      |
| MOG      | Stéphane Pédron      | Bretagne (1 sélection)   | 1994-1997            | 121 0(22)      |
| BC       | François Omam-Biyik  | Cameroun (75 sélections) | 1987-1990            | 081 0(37)      |
| BC       | Uwe Krause           | Allemagne                | 1980-1983            | 116 0(62)      |

- Entraîneur : Michel Le Milinaire
- Remplaçants : Jean-Michel Godart, Bertrand Reuzeau, Christophe Ferron, Samuel Neva, Victor Zvunka, Thierry Goudet, Stéphane Pichot, Erwin Kostedde, Hamed Diallo, François Brisson, Oumar Sène.

Raymond Keruzoré est élu « joueur du siècle », et Michel Le Milinaire « entraîneur du siècle ».

#### Les emblématiques
Lavallois de toujours, Jacques Ferrette et Maurice Gaumer forment un duo emblématique au milieu de terrain pendant plus d'une décennie. Avec plus d'une centaine de buts inscrits dans les années 1960, Jean-François Fort est le meilleur buteur de l'histoire du club. Les « grognards » Alain Desgages et Lionel Lamy, artisans des montées en D2 puis en D1, ont eux aussi marqué leur époque. Guilherme Mauricio, meilleur buteur de l'ère professionnelle, Arnaud Balijon, gardien le plus capé, Anthony Gonçalves, Mickaël Buzaré et Jean-Marc Miton font tous partie du top 10 des joueurs ayant disputé le plus de matches sous le maillot Tango.

#### Les internationaux français
Trois joueurs ont été sélectionnés en équipe de France alors qu'ils portaient le maillot du Stade lavallois :
1. le milieu de terrain Raymond Keruzoré est sélectionné à deux reprises entre 1976 et 1978.
2. le gardien de but Jean-Pierre Tempet est sélectionné à cinq reprises entre 1982 et 1983.
3. le milieu de terrain Patrick Delamontagne est sélectionné à une reprise en 1987.

Par ailleurs, cinq joueurs ont porté le maillot de l'équipe de France avant de signer à Laval : Daniel Rodighiero, Bernard Blanchet, Jacky Vergnes, Christian Coste, Victor Zvunka. Sept joueurs sont devenus internationaux tricolores après leur passage à Laval : François Brisson, Jean-Luc Dogon, Xavier Gravelaine, Frank Lebœuf, champion du Monde 1998, Mickaël Madar, Ousmane Dabo et Nordi Mukiele. Jacky Paillard a également été retenu en équipe de France, sans obtenir de sélection.

#### Les Mayennais de naissance
À l'origine, le recrutement du centre de formation était essentiellement local. Parmi les Mayennais de naissance ayant joué en équipe première, peuvent être cités Thierry Goudet, Bertrand Reuzeau, Loic Pérard, Jean-Marc Miton, Michel Sorin, Denis Zanko, Jacky Paillard, Stéphane Pichot et Aziz Ben Askar. Nés à Laval, Pierre-Emerick Aubameyang, Francis Coquelin, Ousmane Dabo et Grégory Bourillon quittent le club relativement jeunes, tout en restant attachés à leurs racines mayennaises. Dabo est le seul Mayennais de naissance à porter le maillot de l'équipe de France, en 2003. 

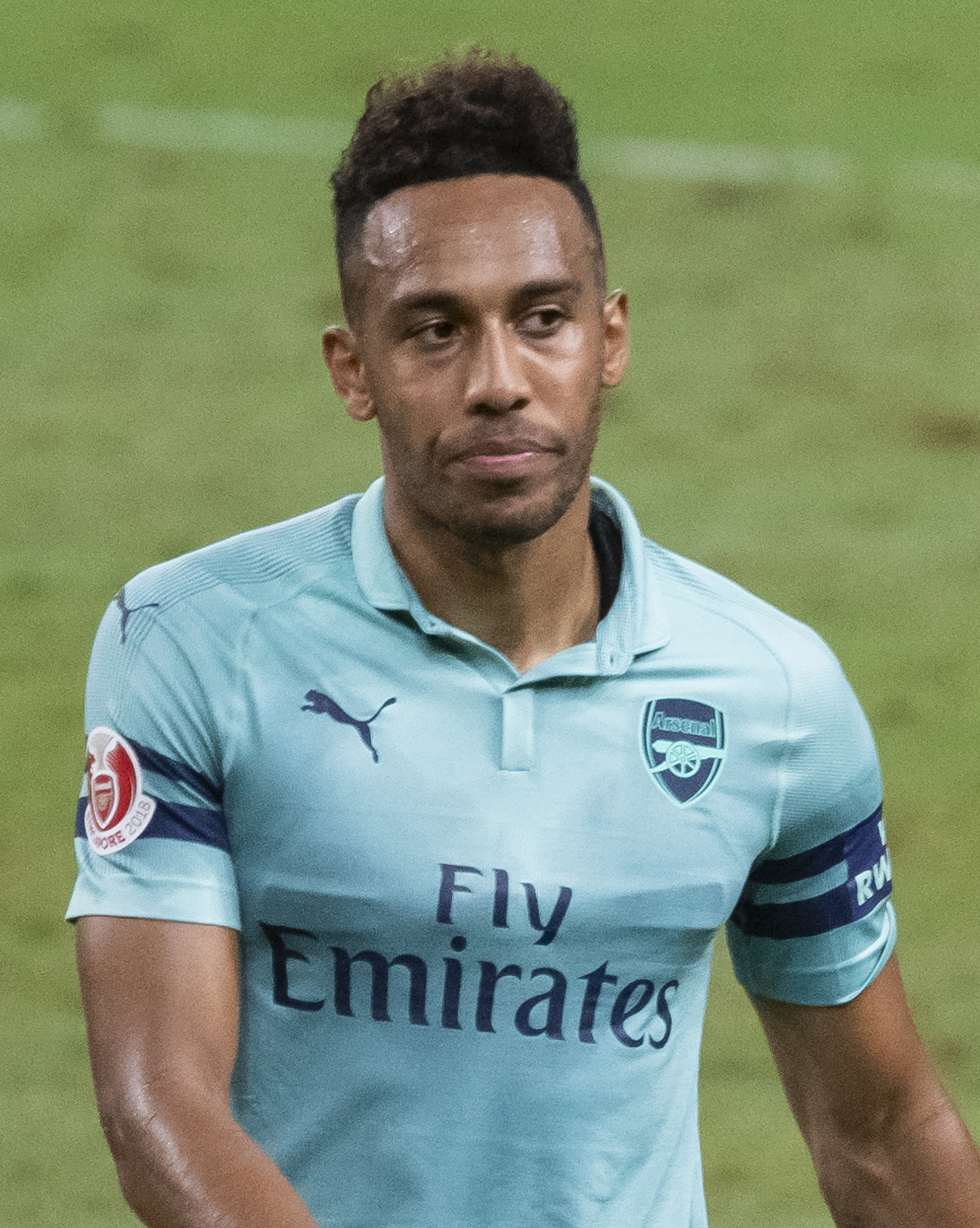
Pierre-Emerick Aubameyang.
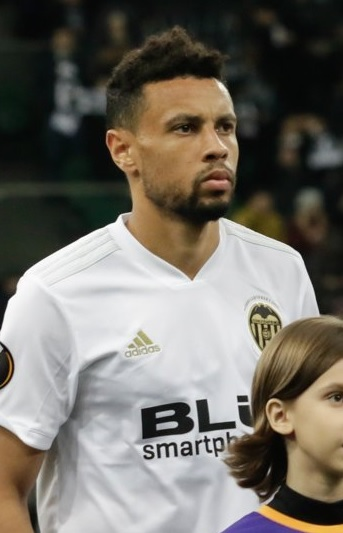
Francis Coquelin.
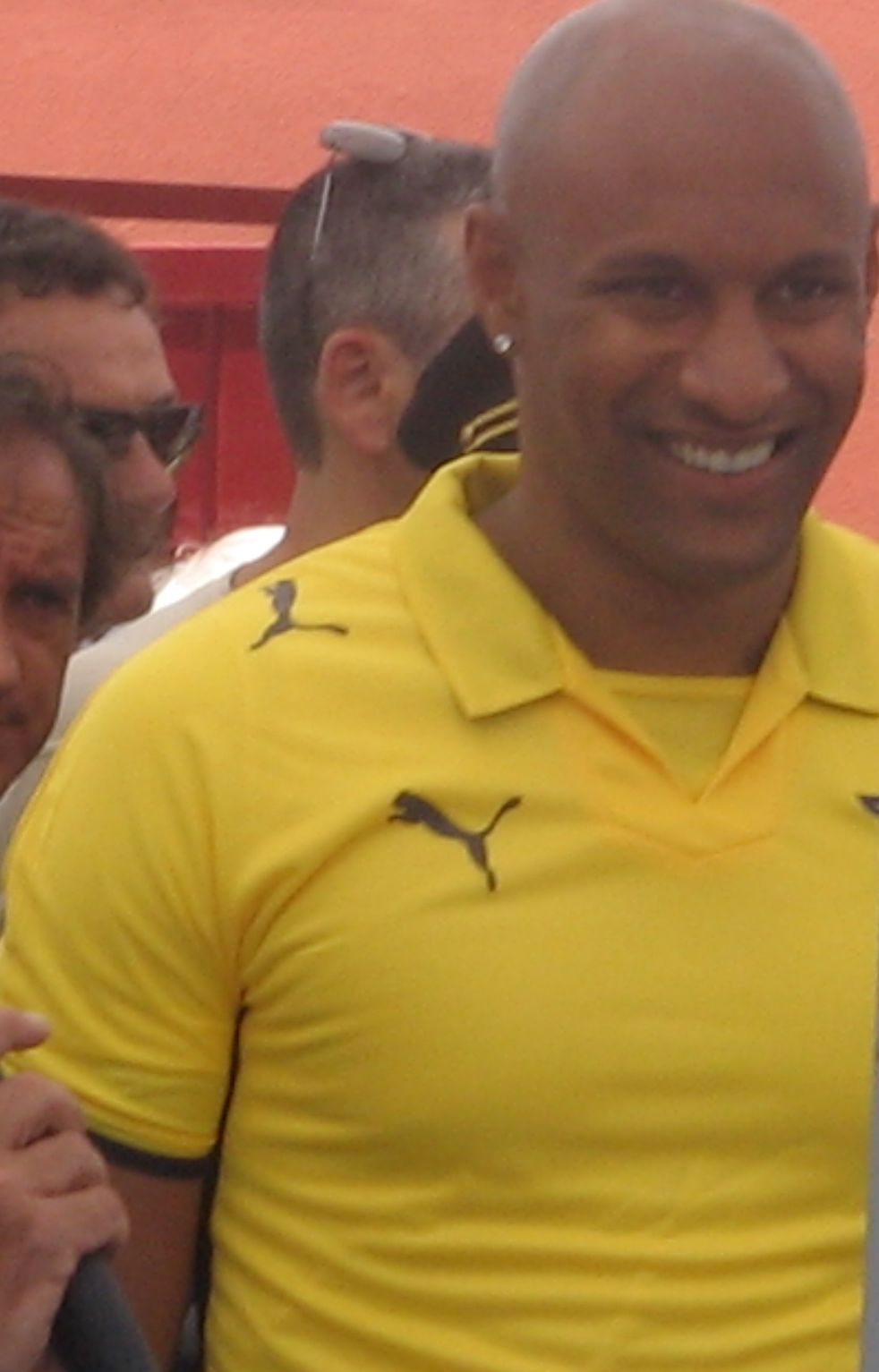
Ousmane Dabo.

Le centre de formation recrute également dans les départements avoisinants, avec par exemple le ligérien Éric Stefanini, les Manchots Osmond et Dogon, ou les Sarthois Mickaël Pagis, Christophe Ferron et Samuel Neva.

#### Les passages éclair
Prêtés par le PSG, François Brisson, Pierre Ducrocq et Jérôme Leroy ont fait un passage éclair mais remarqué en Mayenne. Leroy sera élu dans le onze du siècle, et Brisson reviendra au club dix ans plus tard, auréolé d'un titre de champion olympique. Arrivé de CFA, Romain Hamouma file en Ligue 1 après une saison « phénoménale » avec les Tango. Après cinq saisons quasi-blanches, Franck Signorino retrouve à Laval le plaisir de jouer au football, avant de repartir en Ligue 1.

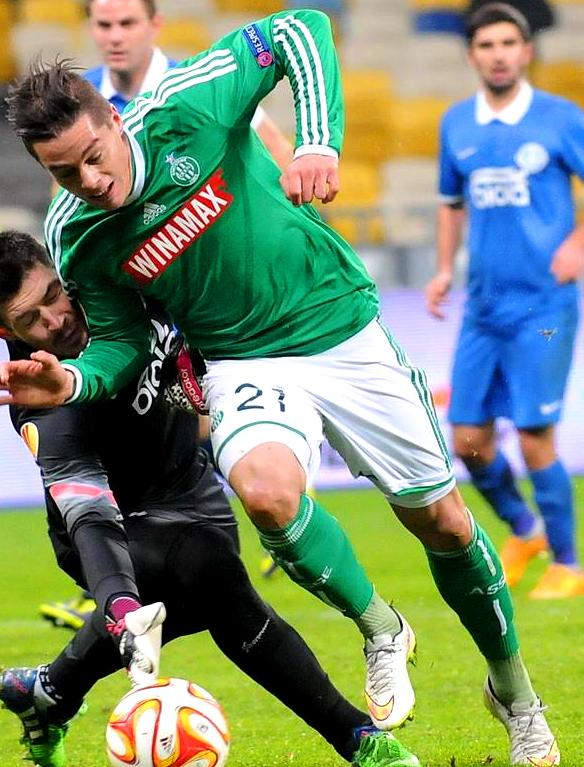
Romain Hamouma.
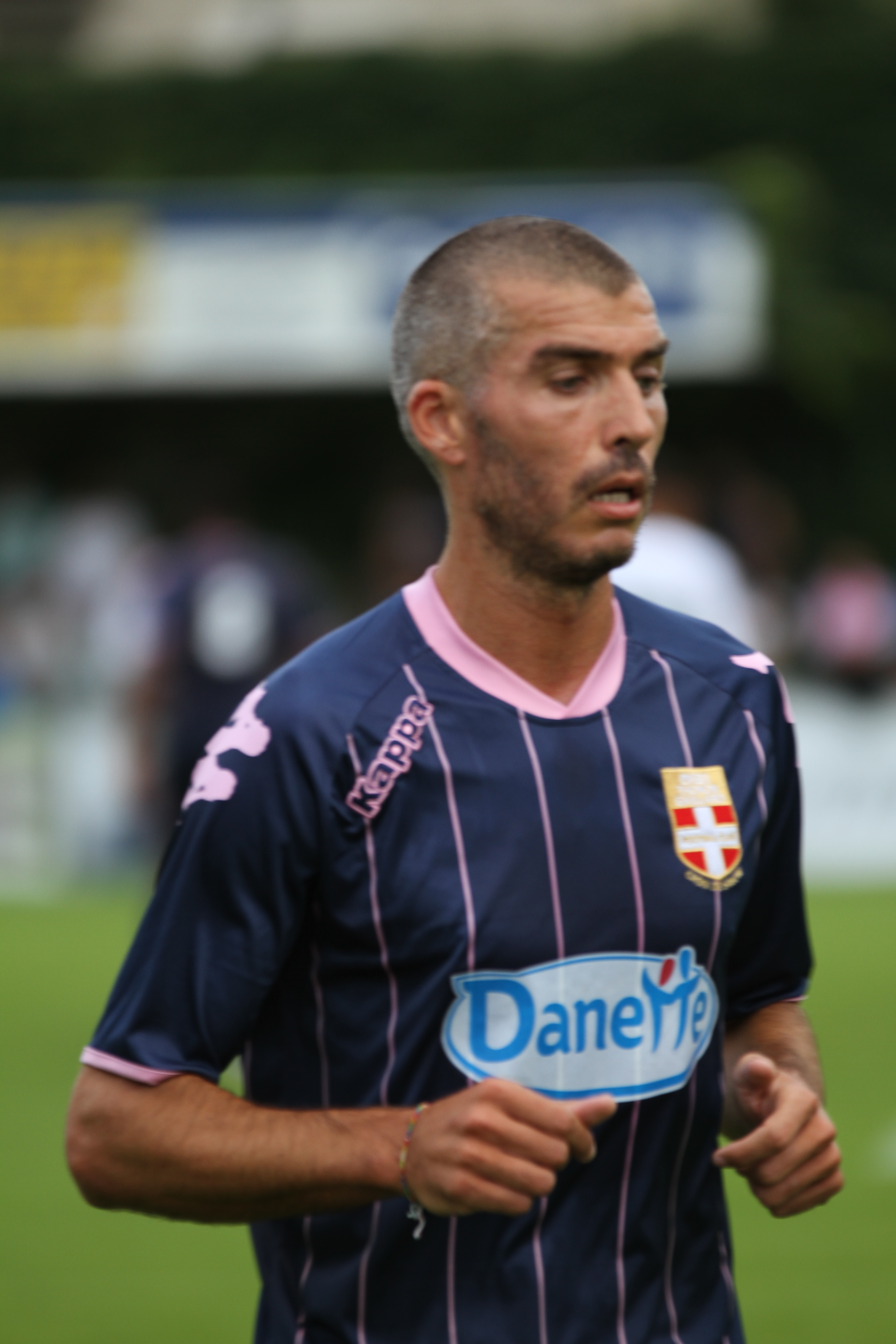
Jérôme Leroy.

#### Les futurs techniciens
Des entraîneurs reconnus en France ou à l'international ont joué à Laval : Jean-Marc Furlan, Franck Haise, Régis Le Bris, Claude Le Roy, Yvon Pouliquen, Philippe Redon, Landry Chauvin ou Pierre Lechantre. Francis Smerecki, Éric Bedouet, Hervé Gauthier et Victor Zvunka ont entraîné les Tango après en avoir porté le maillot.

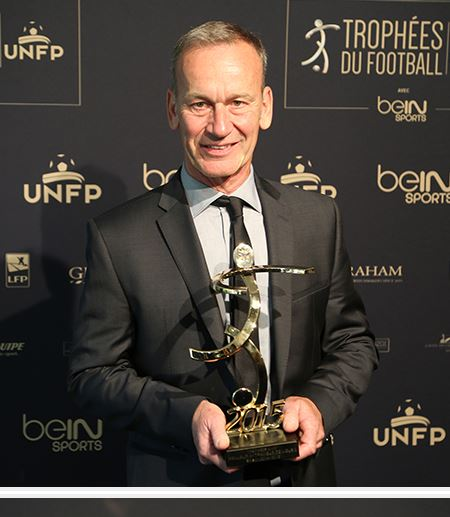
Jean-Marc Furlan.
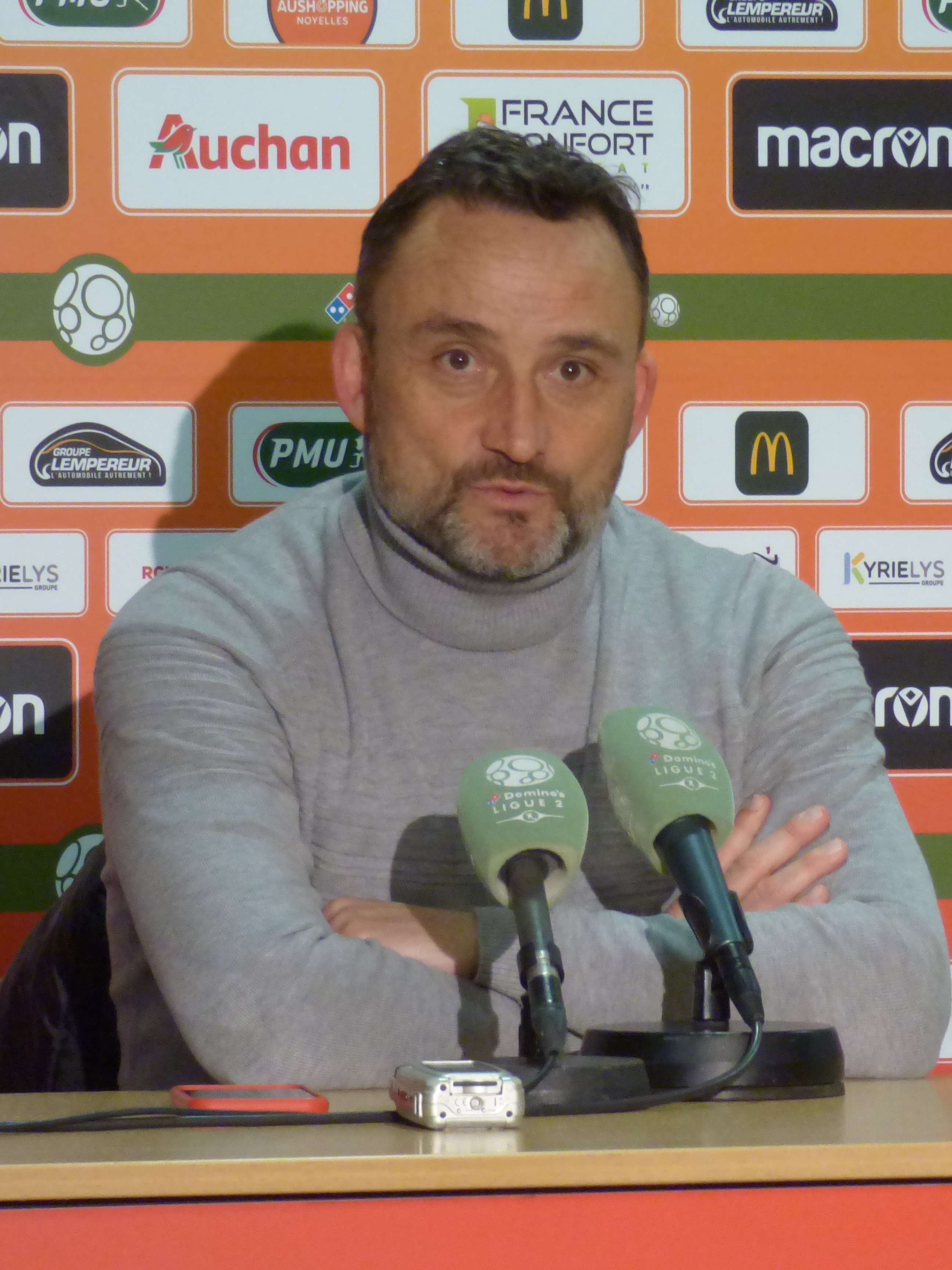
Franck Haise.
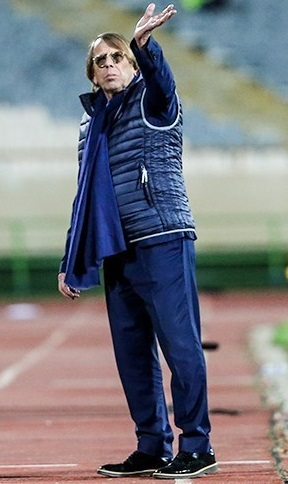
Claude Le Roy.

#### Les buteurs allemands
La filière allemande est initiée par Georg Tripp, auteur de 54 buts avec Laval en D2, qui œuvra à la venue des buteurs Erwin Kostedde (meilleur buteur de D1 en 1980) et Uwe Krause (62 buts en trois saisons).

#### Les Bretons
Le Stade lavallois est historiquement lié au football breton, par sa présence dans la Ligue de l'Ouest jusqu'en 1981. Plusieurs joueurs bretons se sont exilés en Mayenne, souvent avec succès : Michel Le Milinaire, Bernard Maligorne, Raymond Keruzoré, Patrick Delamontagne, Jean-Marc Miton, Patrice Carteron, Stéphane Pédron, Ulrich Le Pen, Mickaël Buzaré, Gaël Danic. Seize Lavallois ont porté le maillot de l'équipe de Bretagne.

#### La filière africaine
Grâce à un Lavallois professeur d'éducation physique à Dakar, le Sénégalais Moussa Dabo rejoint le Stade lavallois dès les années 1960. Une décennie plus tard c'est son compatriote Souleymane Camara qui enchanta Le-Basser grâce à la pureté de son jeu. Sur les conseils de Moussa Dabo, père d'Ousmane Dabo, Michel Le Milinaire fait venir d'Afrique les Sénégalais Oumar Sène et Thierno Youm au début des années 1980. Le Gabonais Pierre Aubameyang a également débuté en Afrique avant de s'imposer comme un pilier de la défense lavalloise. Par l'entremise de Claude Le Roy, ancien Lavallois devenu sélectionneur de l'équipe nationale du Cameroun, François Omam-Biyik et Emmanuel Kundé rejoignent Laval en 1987, quelques mois avant de remporter la CAN 1988. Ils furent suivis en 1991 par Guy-Noël Tapoko, recommandé par Philippe Redon, Mayennais devenu sélectionneur des Lions Indomptables. Plus récemment Issa Ba rejoindra la Mayenne après avoir débuté au Sénégal.

#### Les Mondialistes
Neuf joueurs passés par le Stade lavallois ont joué une Coupe du Monde : Ignacio Prieto en 1966 avec le Chili, Abdelmajid Bourebbou en 1982 avec l'Algérie, François Omam-Biyik (1990, 1994 et 1998) et Emmanuel Kundé (1990) avec le Cameroun, Mohamed Chaouch en 1994 avec le Maroc, Frank Lebœuf (1998 et 2002) avec la France, Raouf Bouzaiene en 2002 avec la Tunisie, Medhi Lacen et Hassan Yebda (2010 et 2014) avec l'Algérie.
Par ailleurs, plusieurs anciens collaborateurs du club participent à des Coupes du Monde en tant que membre des staffs techniques ou médicaux. Claude Le Roy est le sélectionneur du Cameroun lors de la Coupe du Monde 1998. Éric Bedouet est le préparateur physique de l'équipe de France lors du Mondial 2014. Philippe Boixel, ostéopathe qui a commencé par traiter les joueurs du Stade lavallois, fait partie du staff médical de l'équipe de France lors des Coupes du Monde 1998 et 2002.

#### Les derniers remparts
Outre Jean-Pierre Tempet, devenu le gardien de l'équipe de France pendant sa dernière saison lavalloise, les supporters lavallois gardent en mémoire les exploits de Jean-Michel Godart lors de l'épopée européenne de 1983, et les arrêts déterminants de l'intrépide Jacky Rose, gardien du club de 1971 à 1981.

#### Les canonniers
Chérif Oudjani, Samuel Lobé, Hamed Diallo et Christian Bekamenga trustent les premières places du classement des buteurs lors de leur passage à Laval.

#### Laval comme rampe de lancement
Plusieurs joueurs se sont fait un nom au Stade lavallois avant de devenir des valeurs sûres de la Ligue 1 : Lilian Nalis, Fahid Ben Khalfallah, Sigamary Diarra, Rémi Gomis. Quelques-uns n'ont pas laissé un souvenir impérissable à Laval mais ont explosé par la suite : Mickaël Pagis, Nicolas Pallois, Medhi Lacen, Hassan Yebda, Yvan Neyou, Yoane Wissa.

#### Les espoirs franciliens
À partir des années 1990, le Stade lavallois opère des détections au niveau national, avec un accent mis sur l'Île-de-France,. Plusieurs joueurs extérieurs à la région intègrent ainsi le centre de formation. Les plus brillants deviennent internationaux juniors puis font leurs débuts en équipe première, avant d'être revendus pour des sommes avoisinant le million d'euro. Les plus notables sont Djimi Traoré, vainqueur de la Ligue des Champions en 2005, Sehrou Guirassy, Nordi Mukiele et Oumar Solet, Dembo Sylla, ou encore Bamo Meïté.

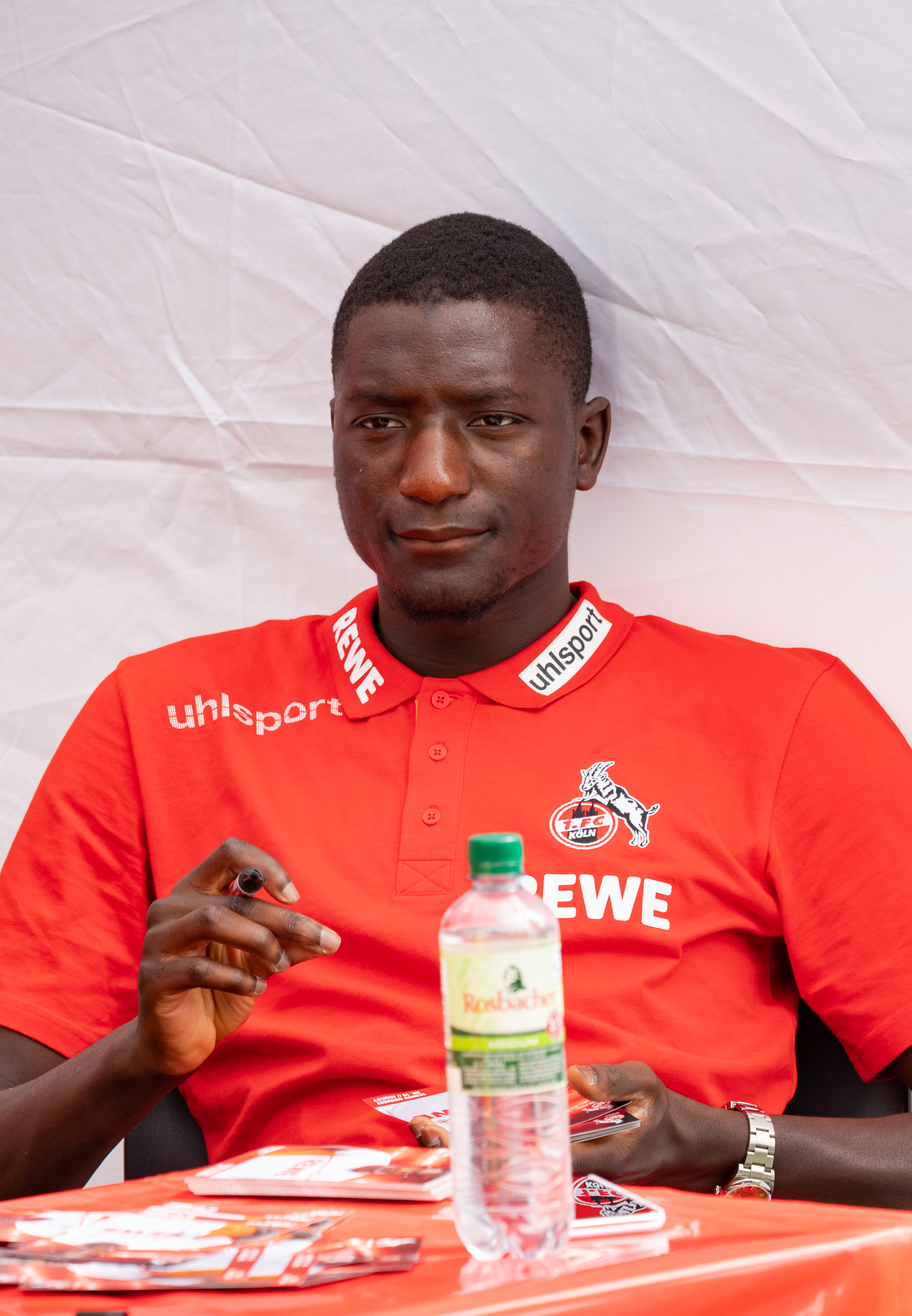
Serhou Guirassy.
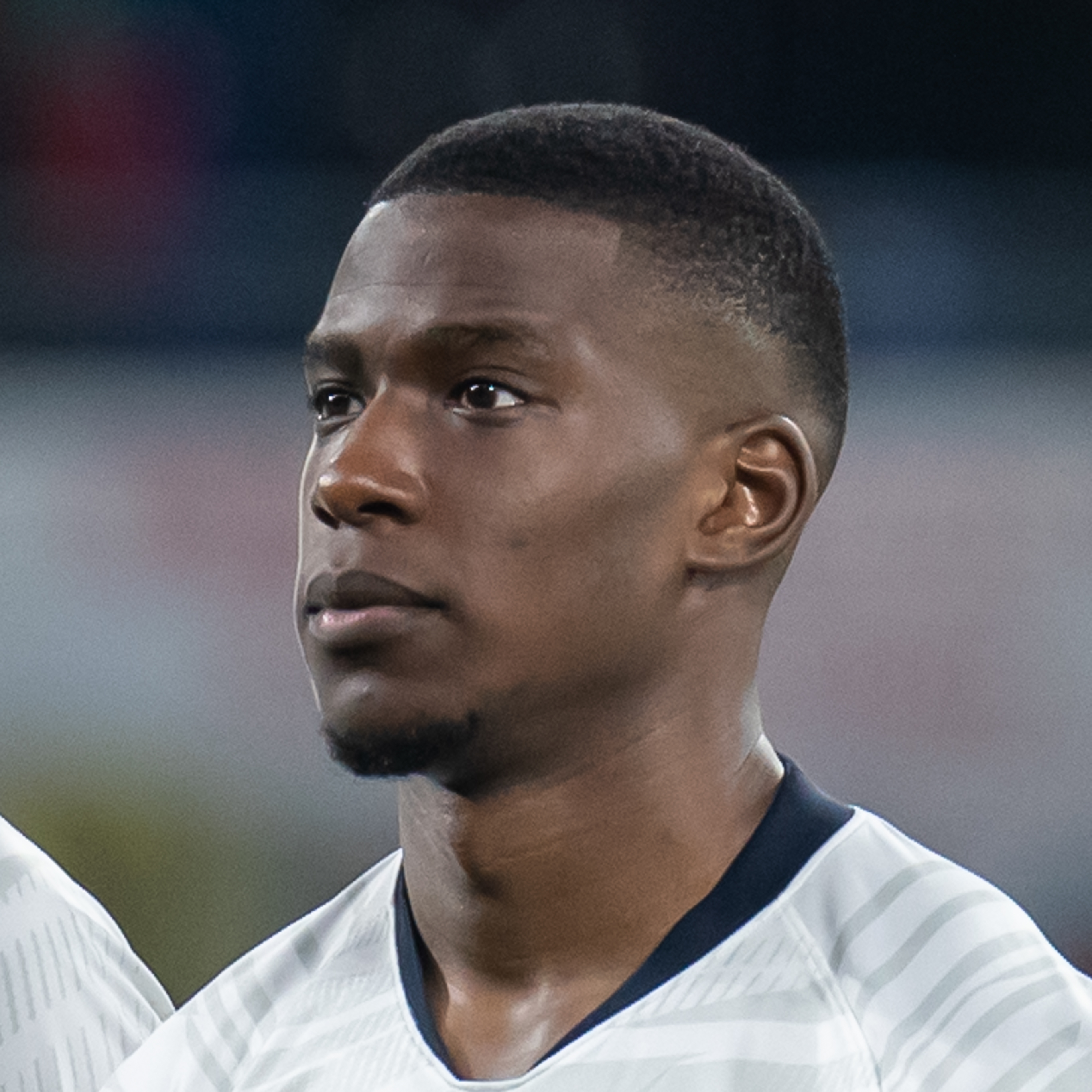
Nordi Mukiele.
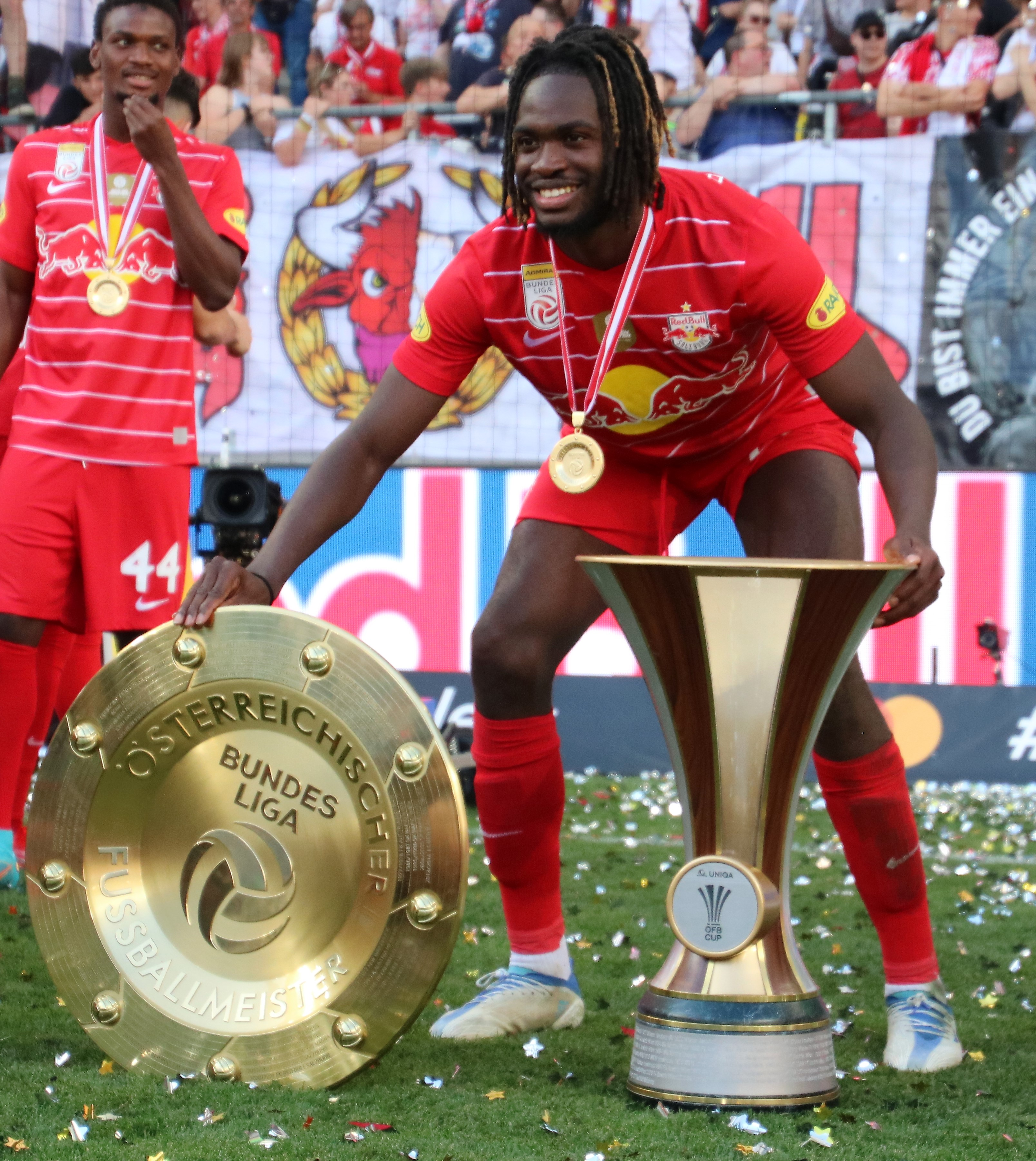
Oumar Solet.

#### Les éclectiques
Plusieurs personnalités aux activités diverses ont joué au Stade lavallois : Jean Hamelin et Jean Giovannelli, députés français, Philippe Piat, président de l'UNFP depuis 1969, Marcel Le Mentec, président du FC Lorient dans les années 2000, Jean-Luc Arribart, consultant télé et directeur général du FC Versailles de 2021 à 2022, Karim Zéribi, député européen de 2012 à 2014, Claude Bouillet et Didier Pauchart, arbitres internationaux dans les années 1990, Jérémy Stinat, arbitre de Ligue 1 depuis 2018.

## Effectif professionnel actuel
Le premier tableau liste l'effectif professionnel du Stade Lavallois pour la saison 2025-2026. Le second recense les prêts effectués par le club lors de cette même saison.
En grisé, les sélections de joueurs internationaux chez les jeunes mais n'ayant jamais été appelés aux échelons supérieurs une fois l'âge-limite dépassé ou les joueurs ayant pris leur retraite internationale.

## Soutiens et image

### Supporters
Terre de football par excellence avec le plus haut ratio de licences de football par habitant, le département de la Mayenne manifeste un fort attachement à son club phare. D'après un sondage effectué par l'IFOP en 1986, 41% des Lavallois ont déjà assisté à un match à domicile, avec un nombre moyen de huit matches. D'après un sondage effectué la même année par la chambre de commerce et d'industrie de Laval, 35,7% des spectateurs sont des Lavallois, 49,8% des Mayennais d'une autre commune, et 14,5% des habitants d'un autre département. 

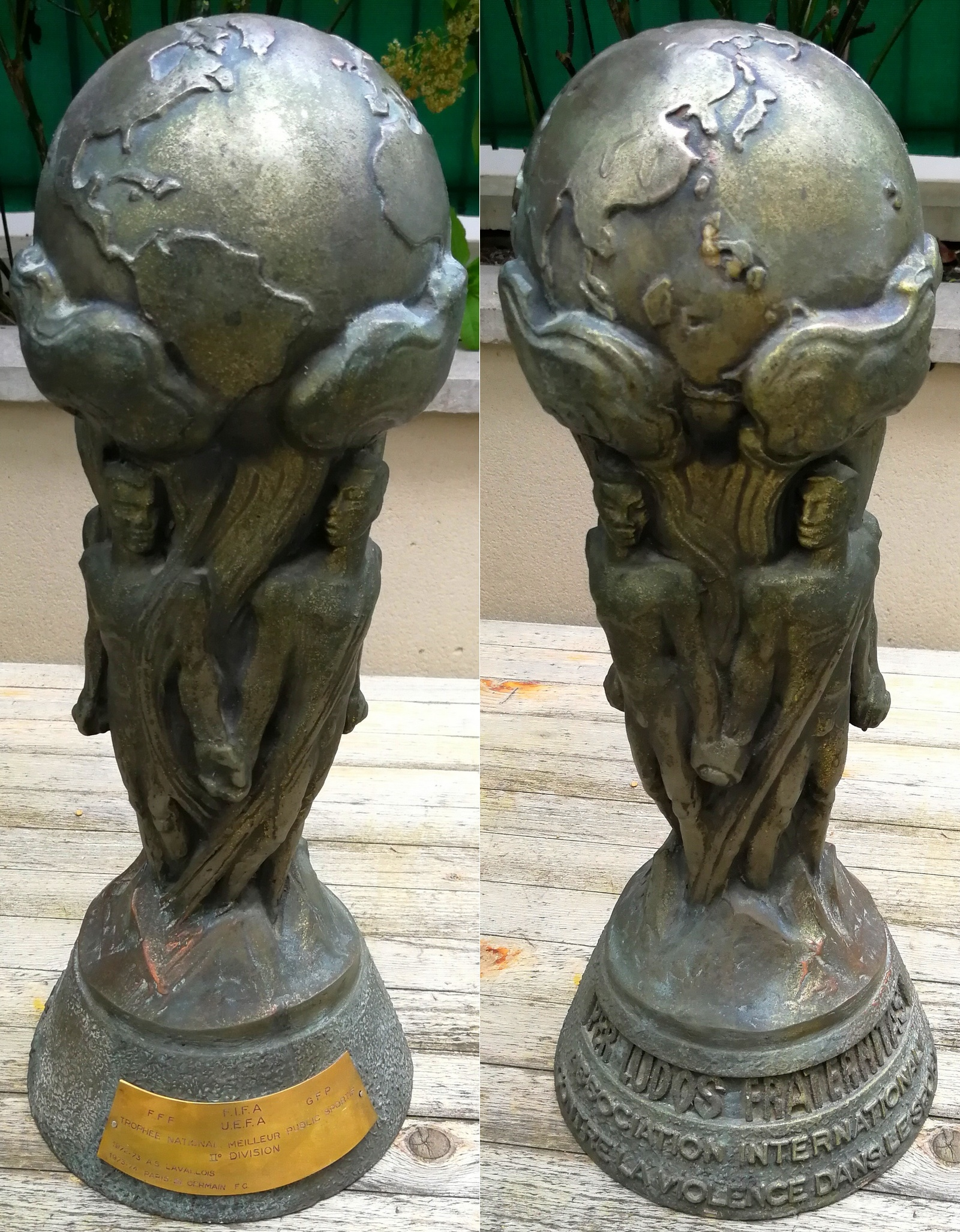
« Trophée national du meilleur public sportif » remis au Stade lavallois en 1972-73.

Le Stade lavallois remporte la première édition du trophée de meilleur public sportif de 2e division (actuellement nommé Championnat de France des tribunes) lors de la saison 1972-1973. En 2009, les supporters Tango sont élus meilleur public de National. En 2010, le public lavallois est deuxième du Championnat de France des tribunes pour la Ligue 2, et remporte une dotation de 15 000 €, qui ne peut être utilisée que pour des actions menées par les supporters ou groupes de supporters. En 2011, les supporters Tango apparaissent à la troisième place de ce même championnat honorifique et remportent une dotation de 10 000 €.

L'affluence record au stade Francis-Le-Basser date du 24 août 1979, lorsque la réception de l'AS Saint-Étienne réunit 20 849 spectateurs. Lors de leur passage en première division entre 1976 et 1989, les Tango réunissent 8 300 spectateurs de moyenne à domicile, soit la 13e affluence moyenne du championnat. Le 16 février 2003, 14 483 spectateurs assistent au huitième de finale de Coupe de France contre le Paris SG emmené par Ronaldinho. Entre 2006 et 2009 en National, l'affluence dépasse à trois reprises la barre des 10 000 spectateurs, notamment en mai 2007 avec 13 285 spectateurs face à Angers SCO, lors d'un derby décisif pour la montée. En Ligue 2, avec 5 500 spectateurs en moyenne de 2009 à 2017, le club est la douzième affluence moyenne du championnat. En 2019-2020 et 2021-2022, le club dispose de la plus forte affluence moyenne en National.

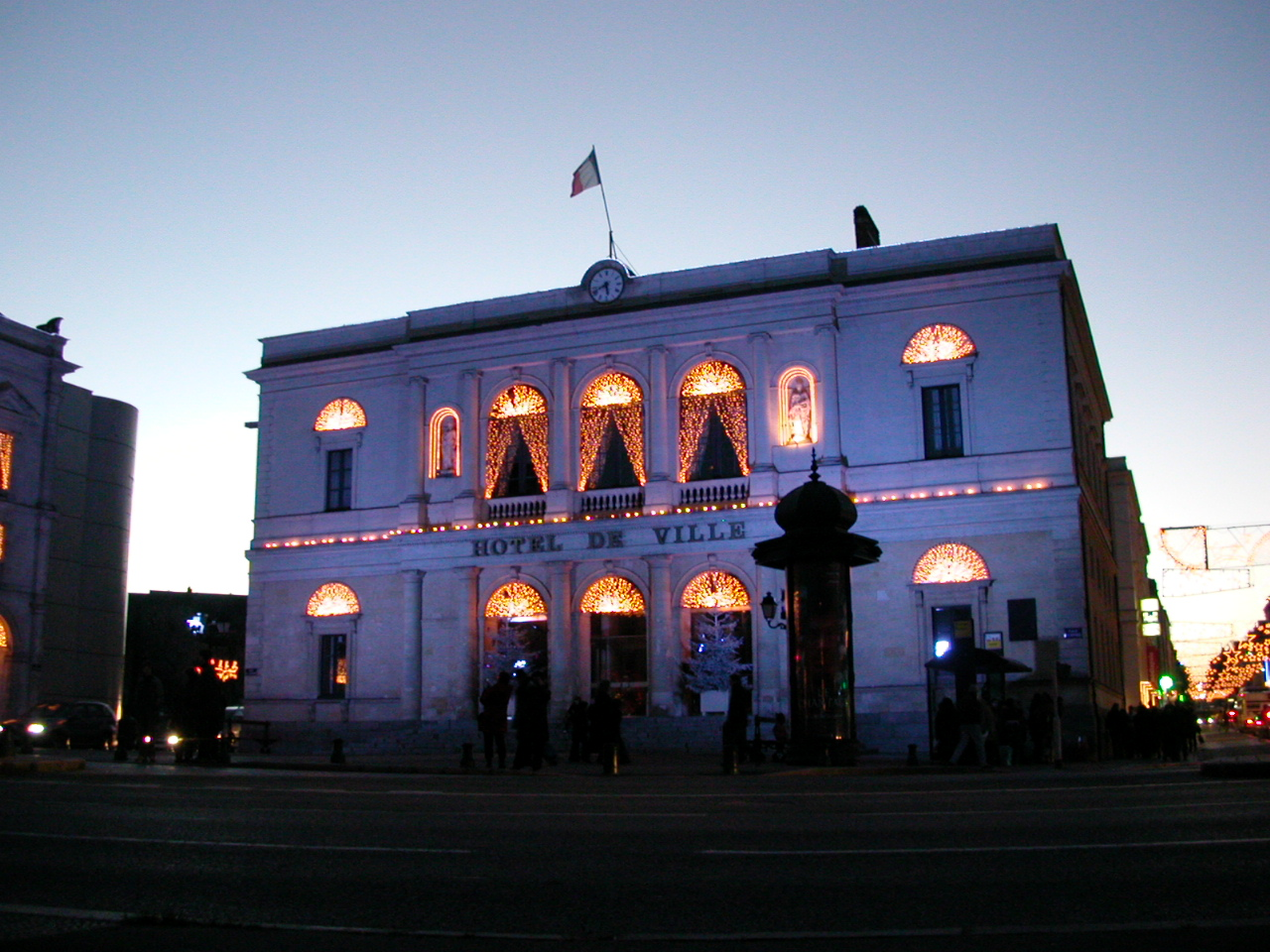
À chaque titre ou accession, les joueurs lavallois sont célébrés par leurs supporters devant l'hôtel de ville de Laval.

On compte aujourd'hui deux groupes de supporters : Laval Crew 2017, groupe ultra. L'autre groupe de supporters "Les Gotan's" est un groupe rattaché à l'association Les Socios du Stade lavallois. Les anciens groupes de supporters sont les Bombers ultra 53 et les Diablos 53.
Chaque accession, qualification majeure ou titre de champion donne lieu à une liesse populaire dans les rues de Laval. En 1969, sacrés champions du groupe Ouest de CFA, les joueurs défilent en ville accompagnés des supporters, puis sont reçus avec leurs dirigeants à l'hôtel de ville par Francis Le Basser, maire de Laval. Les mêmes scènes de joie se produisent lors de la montée en D1 en 1976 et lors de l'épopée européenne de 1983. En 2009, de retour de Cannes où ils ont décroché la montée en L2, les joueurs sont accueillis sur le parvis de l'hôtel de ville par la ferveur des supporters. Le soir du 6 mai 2022, 5 000 personnes fêtent le titre de champion de National, devant les joueurs et le staff du Stade lavallois rassemblés au balcon de la mairie.

### Soutiens notables
Plusieurs personnalités, le plus souvent originaires de la Mayenne, soutiennent ouvertement le Stade lavallois. Certaines s'investissent directement dans les activités et la vie du club.
Emmanuel Besnier, PDG de Lactalis et neuvième fortune française, dispose de sa loge au stade Francis-Le-Basser, d'où il assiste aux matches à domicile. Passionné par le club, il est vice-président et membre du conseil d'administration. S'il ne s'implique pas dans le recrutement des footballeurs, il est attentif au comportement extra-sportif des joueurs. La famille Besnier, soutien financier historique du Stade lavallois, apporte environ 200 000 euros par an comme sponsor principal, une mise équivalente à celle du début des années 1980.
Dans le monde sportif, plusieurs champions soutiennent également le club Tango. Le cycliste Jacky Durand, qui rêvait d'être le gardien du Stade lavallois, a toujours été supporter du club, tout comme Marc Madiot, directeur de l'équipe cycliste Groupama-FDJ, qui était dans les tribunes lors de l'épopée européenne de 1983. Les cyclistes Eugène Plet et François Pervis, les boxeurs Stanislas Salmon et Jordy Weiss, et le pilote de moto Valentin Grimoux se déclarent eux aussi supporters du Stade. Alexis Bernard, directeur général du 10 Sport, ne cache pas son amour pour le Stade lavallois, dont il a porté les couleurs pendant quinze ans. Louis-Pierre Frileux, journaliste sportif originaire de Laval, supporte ouvertement le Stade lavallois.
Dans le domaine artistique, le chanteur lavallois Maël et les frères Boisnard, membres du groupe de rock Archimède, sont de fervents supporters du Stade lavallois. Archimède compose le nouvel hymne du club en 2015.

### Rivalités
Jusque dans les années 1950, la confrontation entre le Stade lavallois et l'US Beauregard est le grand événement annuel du football mayennais. La rivalité est forte entre les deux clubs lavallois, qui fréquentent les mêmes championnats régionaux pendant près de quarante ans. À partir des années 1960, ce derby historique laisse la place à des rivalités régionales.
De 1902 à 1930, Laval rencontre le voisin du Stade rennais dans les mêmes championnats : USFSA Bretagne, Division d'Honneur Ouest. Les deux clubs se retrouvent par la suite en D1 et D2 de 1975 à 1994. Lors de sa période en D1 (1976-1989), Laval affronte aussi le FC Nantes, et le retrouve en Ligue 2 en 2009, vingt ans après.
Les autres derbies, plus récents, opposent le Stade lavallois au SCO Angers et au Mans UC. La rivalité avec Angers a pris de l'importance lors des nombreuses cohabitations en Ligue 2 et National des deux clubs ces dix dernières années. Des incidents ont par exemple eu lieu lors du match amical entre Angers et Laval disputé le 14 juillet 2009 à Mayenne et lors du match de championnat le 4 décembre 2009, le match fut interrompu à la suite de jets de pétards sur la pelouse.
Le derby contre le Mans est le plus populaire étant considéré comme le derby du Maine, les deux villes appartenant à la même région historique et étant distantes de moins de 70 kilomètres. Alors que jusqu'à la fin des années 1990, le Stade lavallois possédait de meilleures infrastructures et une meilleure notoriété que son voisin, le rapport s'est inversé au cours des années 2000 avec la montée en première division des Manceaux et la relégation des Lavallois, ce qui fait disparaître un temps la rivalité entre les deux clubs.

### Image
Sur le plan national, l'image du Stade lavallois est depuis les années Bisson celle d'un club « sympathique » et familial, souvent cité comme exemple dans les années 1980 pour sa capacité à « faire beaucoup avec peu ». La « recette mayennaise » servira de modèle à l'AJ Auxerre de Guy Roux. Sélectionneur des Bleus de 1976 à 1984, Michel Hidalgo supervise l'équipe mayennaise à de nombreuses reprises, saluant son « immense joie de jouer ». En 1983 il déclare : « On n'est jamais surpris par Laval. Depuis des années c'est un club qui fait toujours quelque chose d'intéressant dans le football français. »
Pour les plus anciens l'évocation de Laval suscite une certaine nostalgie,. Dans l'édito de l'album Panini 2010, couchant sur papier glacé ses souvenirs d'enfance, Zinédine Zidane parle notamment du maillot du Stade lavallois : « Dans l’album Panini, il y avait les noms des joueurs que l'on connaissait par cœur, la découverte d'équipes de l'autre côté de la France, qui nous faisait voyager : il y avait le maillot orange de Laval qui me faisait penser au Pays-Bas de Cruyff… C’était notre télé à nous. »

### Médias

#### Internet
Le Stade lavallois dispose d'un site officiel depuis la saison 2000-2001. Le nom de domaine stade-lavallois.com est enregistré à l'ICANN depuis le 26 juillet 2000. Un forum officiel ouvert en 2001 est actif jusqu'en juin 2008 et compte jusqu'à 1 500 membres. Lors de sa fermeture, le club invite les supporters à poursuivre leurs discussions sur le forum du site non officiel TangoFoot, ouvert en 2005 et fermé en 2022. Le 16 juillet 2021, le club dévoile la nouvelle version de son site internet, développée sous Wordpress par l'agence lavalloise Studio V3, et dont le design minimaliste tranche nettement avec les versions précédentes. En février 2022 le club lance Stade Lavallois TV, une émission bihebdomadaire présentée par Utku Altunay, qui reçoit des membres du club et de son environnement. Selon les années, le club édite un magazine mensuel ou un programme à chaque match.

#### «But à Laval!»

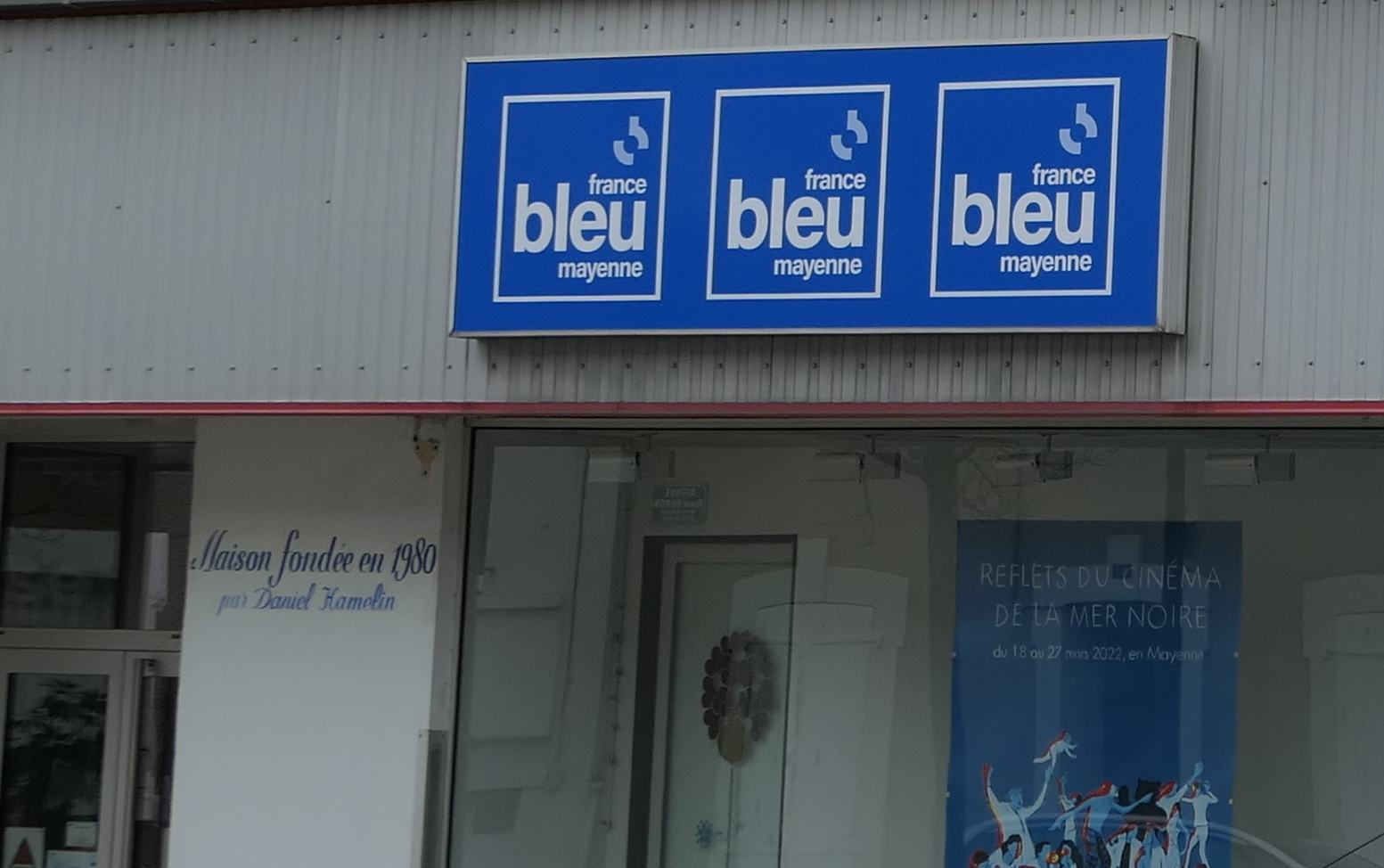
Siège de France Bleu Mayenne à Laval.

France Bleu Mayenne est la radio officielle du Stade lavallois depuis 1980. De 1982 à 2020, les supporters ont pu vivre les matches de leur équipe grâce aux commentaires de Thierry Ruffat sur Radio Mayenne, devenue Radio France Mayenne en 1983 puis France Bleu Mayenne en 2000. Jusqu'au début des années 2000, la radio était le seul moyen de suivre à distance les matches du club. Il a longtemps été le seul commentateur, avant de partager le micro avec Yves Tusseau, Gérard Lecocq, Emmanuel Moreau et Gildas Menguy. Thierry Ruffat, qui a commenté près de 1 000 matches du club, est la voix de l'expression « But à Laval ! », utilisée dans le multiplex de France Inter et qui a refait surface sur Twitter au début des années 2010, devenant un mème grâce au journaliste de L'Équipe Stéphane Kohler. Ruffat possède la plus belle collection de maillots du Stade lavallois. Le 1er avril 2021, il intègre le comité consultatif du Stade lavallois, nommé en qualité de censeur par le conseil d'administration. Chargé de la communication et du sportif, il s'occupe de la relation avec les joueurs, mettant en place un système de parrainage avec d'anciens joueurs du club. « Mémoire du Stade », il organise également les 120 ans du club en 2022.
Le Stade lavallois a lancé en 2009 une web radio en collaboration avec Radio Haute-Angevine puis O'FM Radio où les matchs du club sont diffusés ainsi que quelques émissions. Le Stade lavallois ne diffuse plus sur internet depuis 2016.
L'actualité du club est également couverte par des médias locaux tels que Ouest-France, le Courrier de la Mayenne, France 3 Pays de la Loire ou Oxygène Radio.
En National, les matches de championnat du Stade lavallois sont diffusés en direct par la Fédération Française de Football, sur sa chaîne Youtube de 2017 à 2019, puis sur son site officiel de 2019 à 2020. De 2020 à 2022 les matches sont diffusés sur la plateforme FFFTV, nouvellement créée. Par ailleurs, la meilleure affiche de chaque journée est diffusée sur Canal+ Sport.

### Le Stade lavallois dans la culture
Le Stade lavallois est évoqué dans différents contextes culturels.

#### Littérature
En 1994, l'écrivaine et romancière française Pascale Roze, lauréate du prix Goncourt en 1996, publie Boulevard Tango, recueil de nouvelles écrit avec des habitants de Laval. Dans l'une d'entre elles, « Noir Tango », le personnage principal est un jeune footballeur du Stade lavallois.
En 2019, l'auteur mayennais Thomas Pouteau, ancien pensionnaire du centre de formation du Stade lavallois, non conservé par le club, publie un livre témoignage où il raconte la perte de repères qui a suivi. Le média Brut lui consacre un reportage.

#### Cinéma
Dans le film La Vie scolaire de Grand Corps Malade (2019), le personnage d'un des élèves porte le maillot extérieur de la saison 2014-2015 du Stade lavallois.

#### Humour
En 2022, la friterie « Chez Bouboule », institution pour tous les supporters, fait l'objet d'un clin d'œil de l'humoriste Alison Wheeler dans l'émission Quotidien. Coutumière du fait, elle prend régulièrement pour cible la ville de Laval et la Mayenne.